# Si Phan Don
Si Phan Don (en lao : ສີ່ພັນດອນ, litt. « 4 000 îles ») est un archipel fluvial de la province de Champasak, District de Khong (en) au sud du Laos.

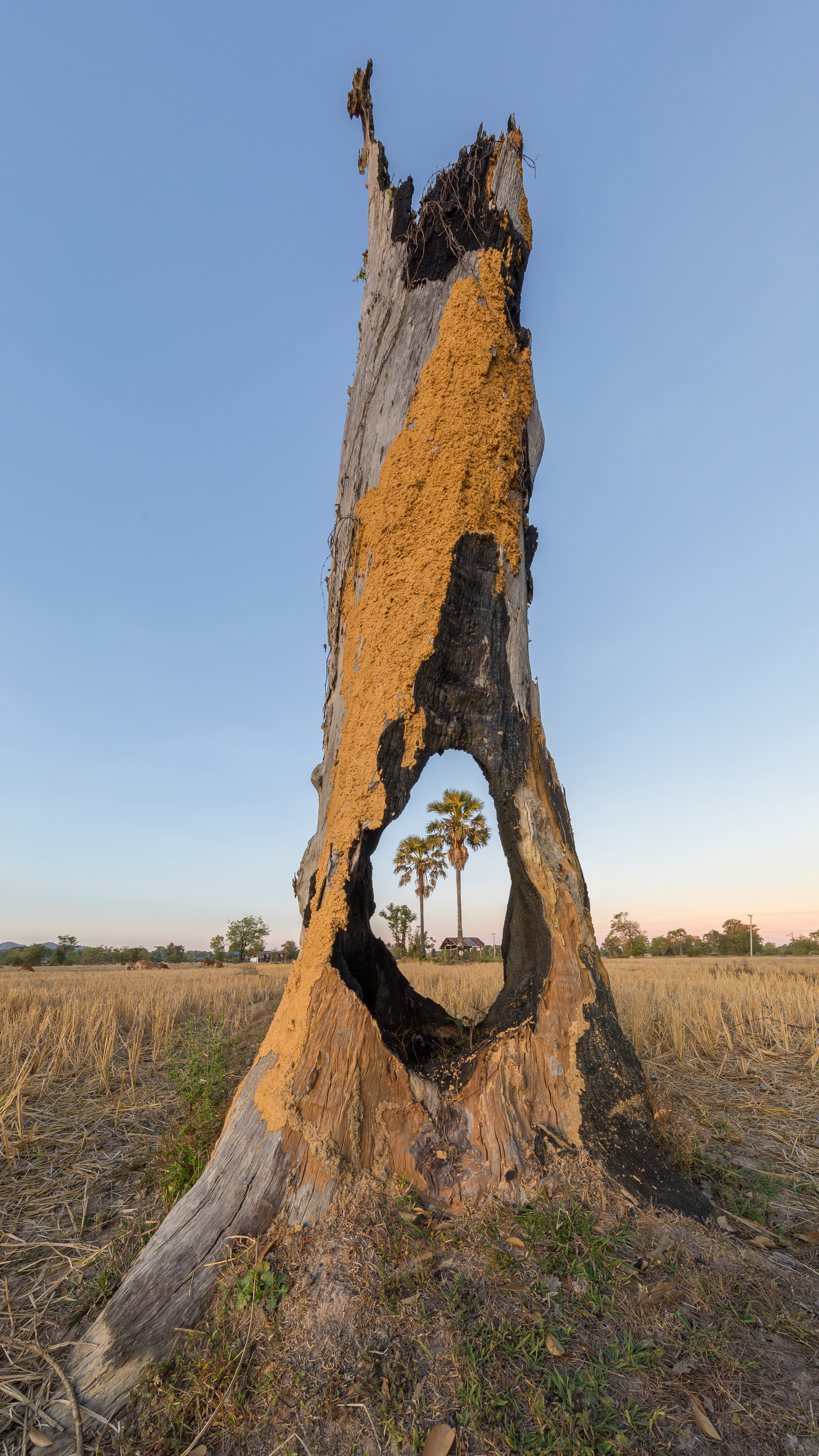
Deux Arecaceae (palmiers) dans les champs vus à travers un trou dans la souche d'un arbre abîmé par le feu à Don Tao (Si Phan Don), au lever du soleil. Impression d'un cadre ou fenêtre naturelle organique mettant en valeur le sujet principal du paysage. Effet Droste et auto-référence (récursion), poétiquement cette image montre deux arbres sains comme une renaissance à travers la carcasse d'un troisième au premier plan.

Le Mékong traverse la province et, juste au nord de la frontière cambodgienne, est interrompu par les chutes de Khone, constituées de plusieurs rapides qui empêchent toute navigation. Durant l'occupation française, un chemin de fer à voie étroite fut construit pour contourner cet obstacle.
Ces nombreuses îles, en fait quelques centaines à cet endroit où le Mékong fait environ 10 km de large, sont pour la plupart petites et inhabitées. Les trois îles principales sont l'île de Khong (Don Khong), île la plus importante qui mesure 18 km de long sur 8 km de large et possède plusieurs villages de paysans, de pêcheurs et des cultures (villages Muang Saen à l'ouest, Muang Khong à l'est..) ; ainsi que Don Det et Don Khon.
En dessous des chutes, le Mékong possède une petite population de dauphins de l'Irrawaddy.
Cet archipel fluvial constitue une des attractions touristiques du Sud du Laos (voir Tourisme au Laos) ; des hébergements existent sur certaines îles.

## Personnalités
- Khamtay Siphandone (1924), président du Laos de 1998 à 2006.
- Marc Leguay (1910-2001), peintre français.

## Galerie

Auprès de l'ile de Don Puay
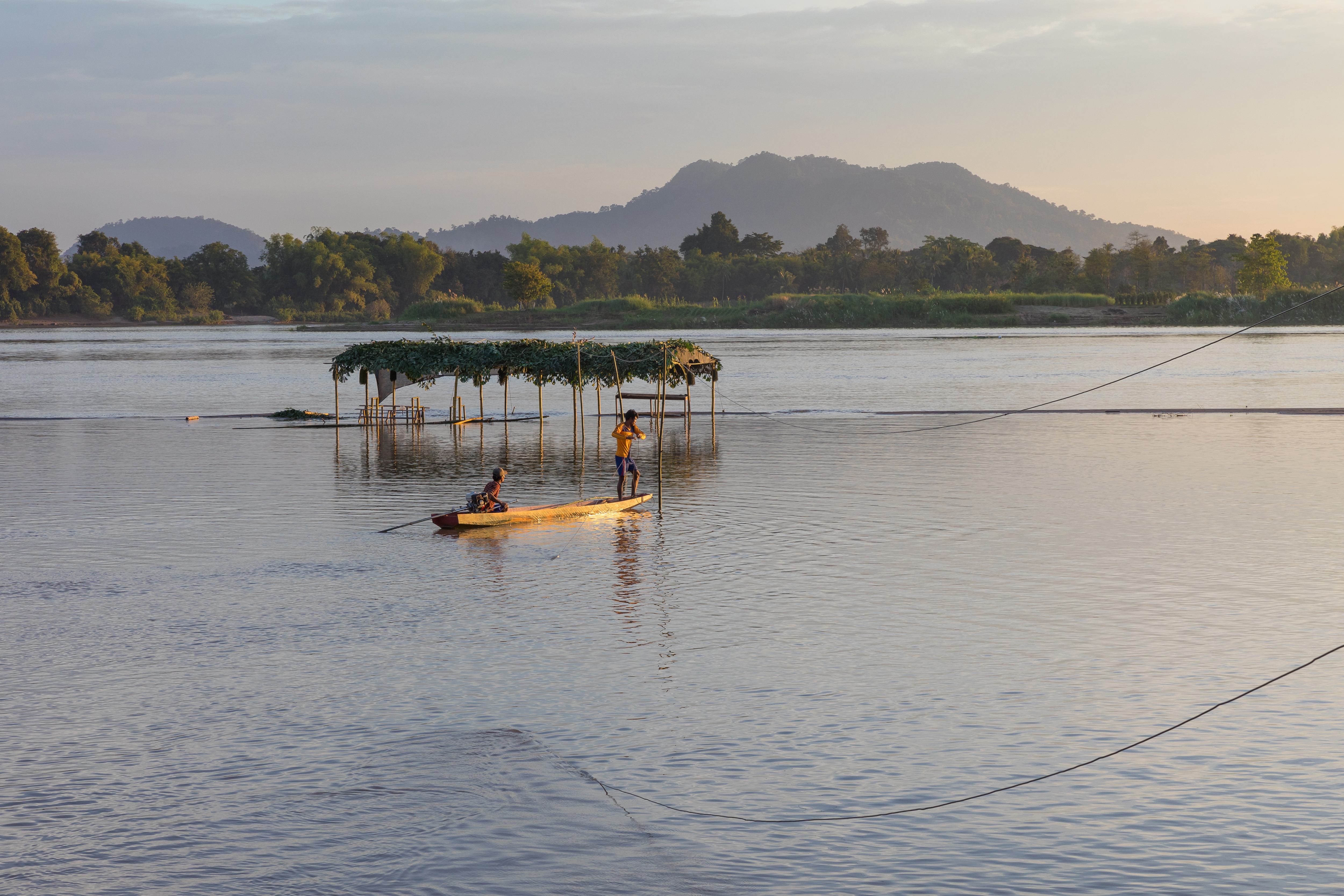
Pirogue du Mékong au coucher du soleil avec deux hommes travaillant sur une ligne électrique pour connecter un abri dans le Si Phan Don) près de Don Puay. Leur but est de créer un stand pour vendre des boissons ici dans quelques jours lorsque le niveau de la rivière aura baissé.
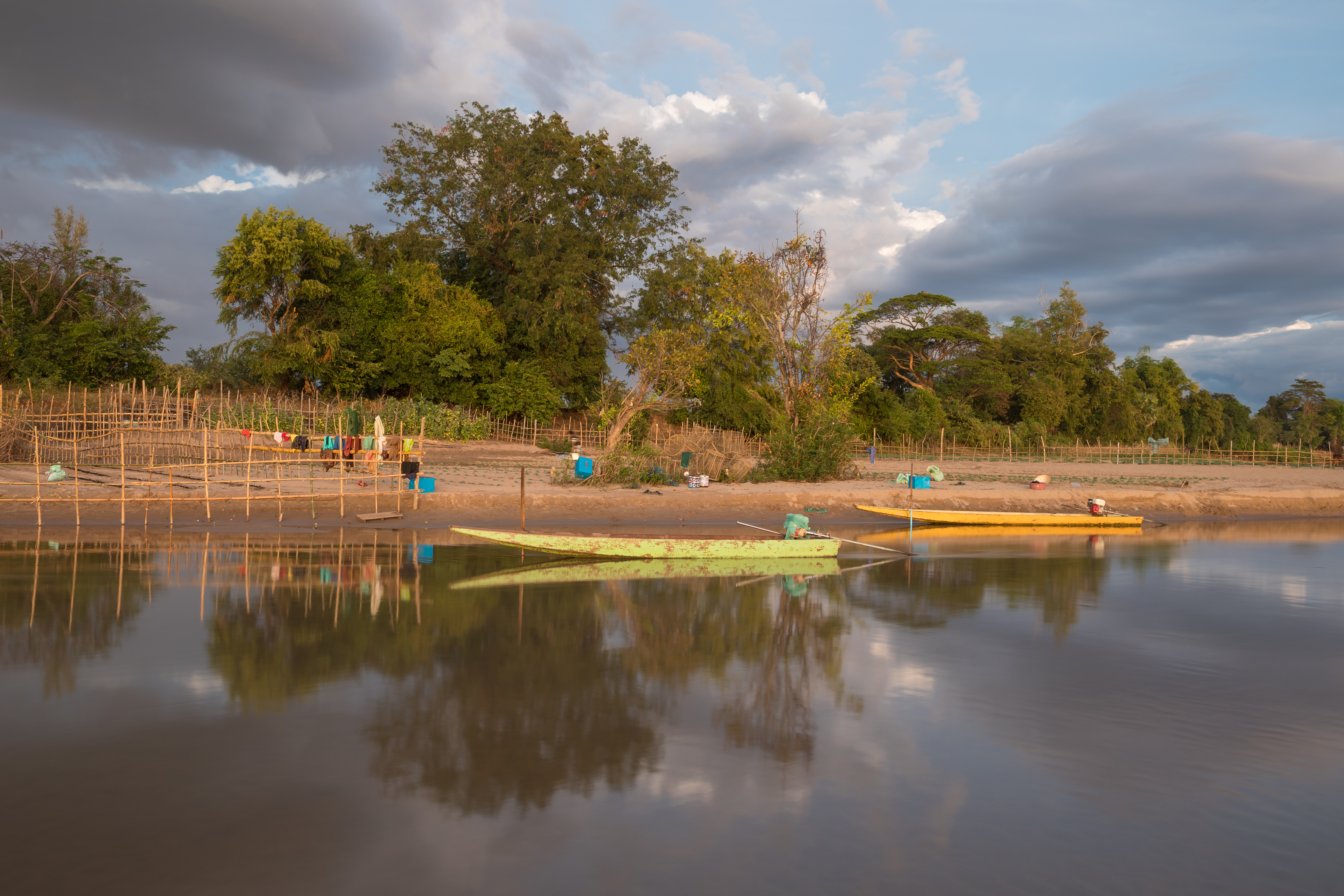
Réflexion (optique) sur l'eau d'une berge avec des arbres et deux pirogues au coucher du soleil sur l'île de Don Puay à Si Phan Don.
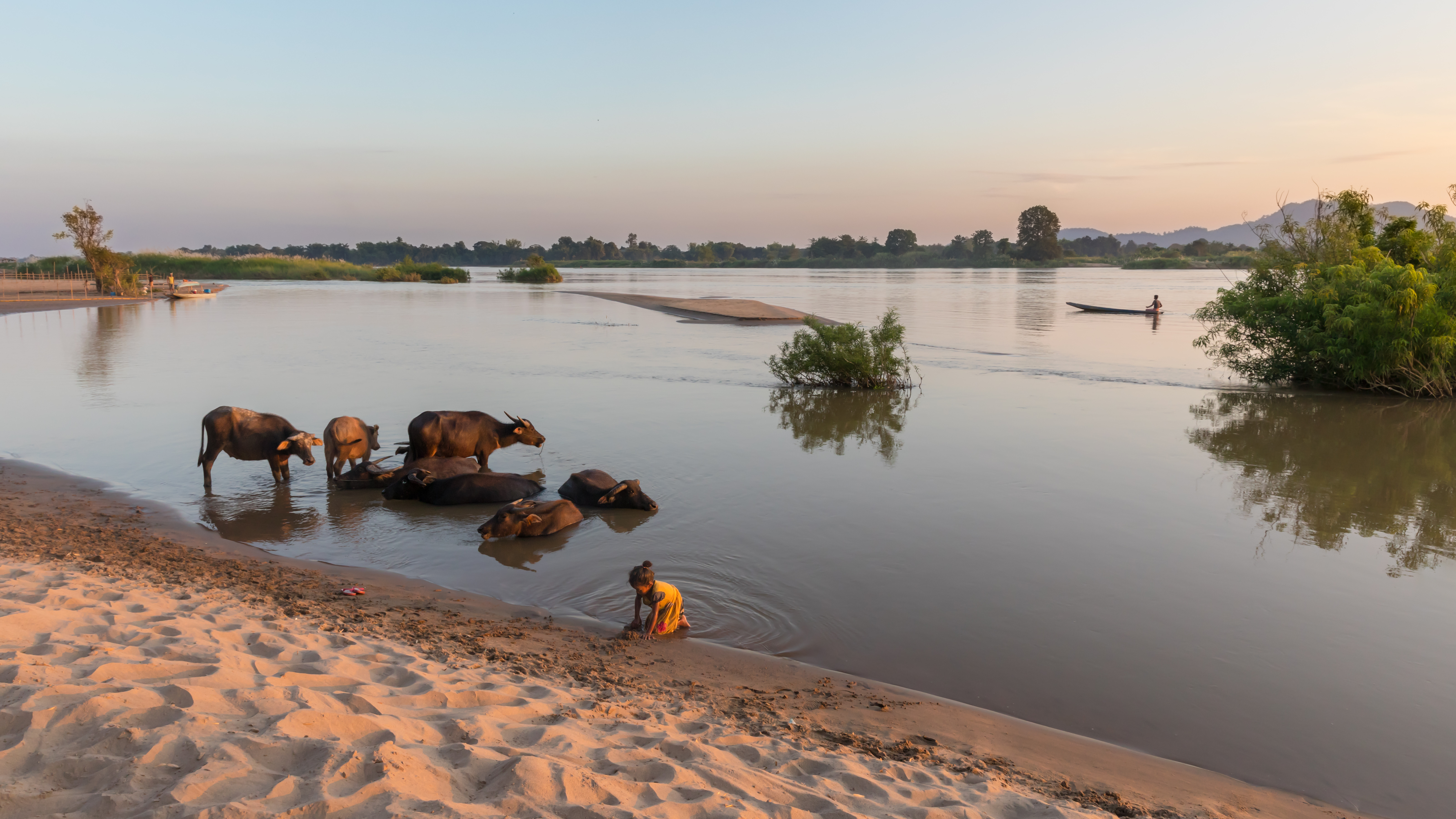
Berge au coucher du soleil depuis l'île de Don Puay. Paysage avec des arbustes immergés se reflétant dans le Mékong, des buffles d'Asie (Bubalus) se baignant, une fillette jouant dans le sable, et un pêcheur sur sa pirogue au loin.
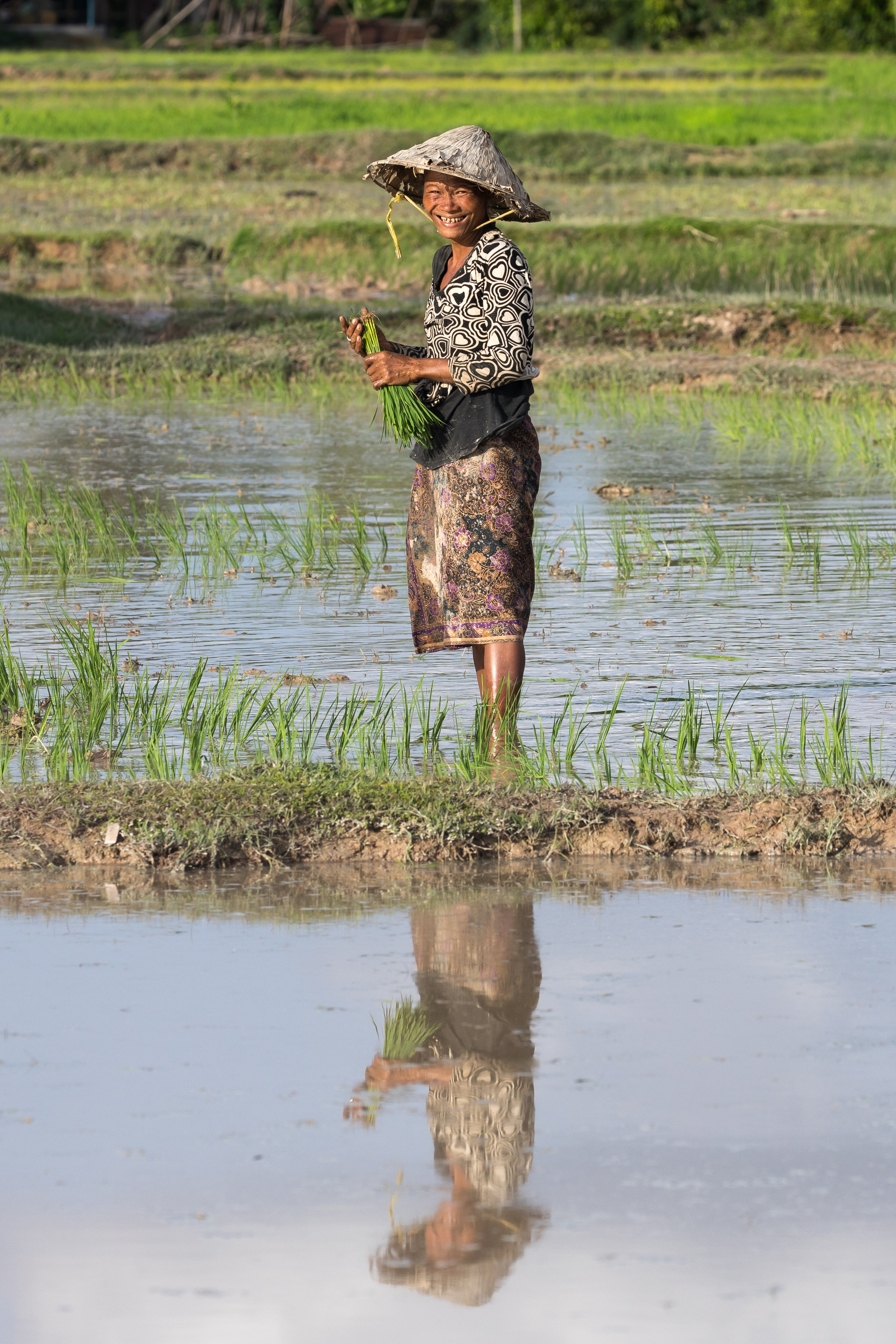
Réflexion dans l'eau d'une femme souriante portant un chapeau de paille conique et plantant le riz dans les rizières de la petite île isolée de Don Puay.

Auprès de l'ile de Don Det
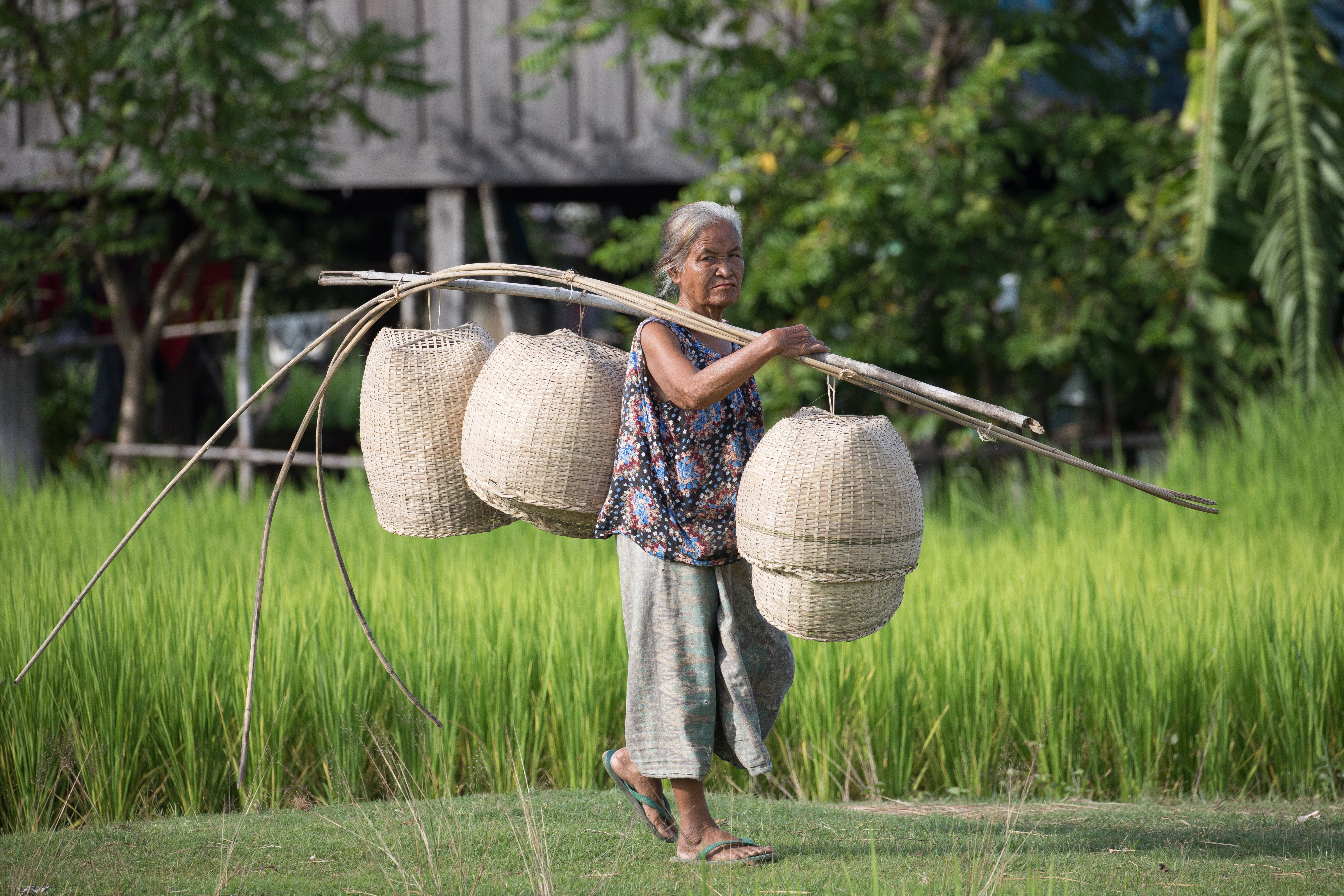
Femme agée sous une palanche portant des paniers en osier dans les rizières vertes de Don Det.
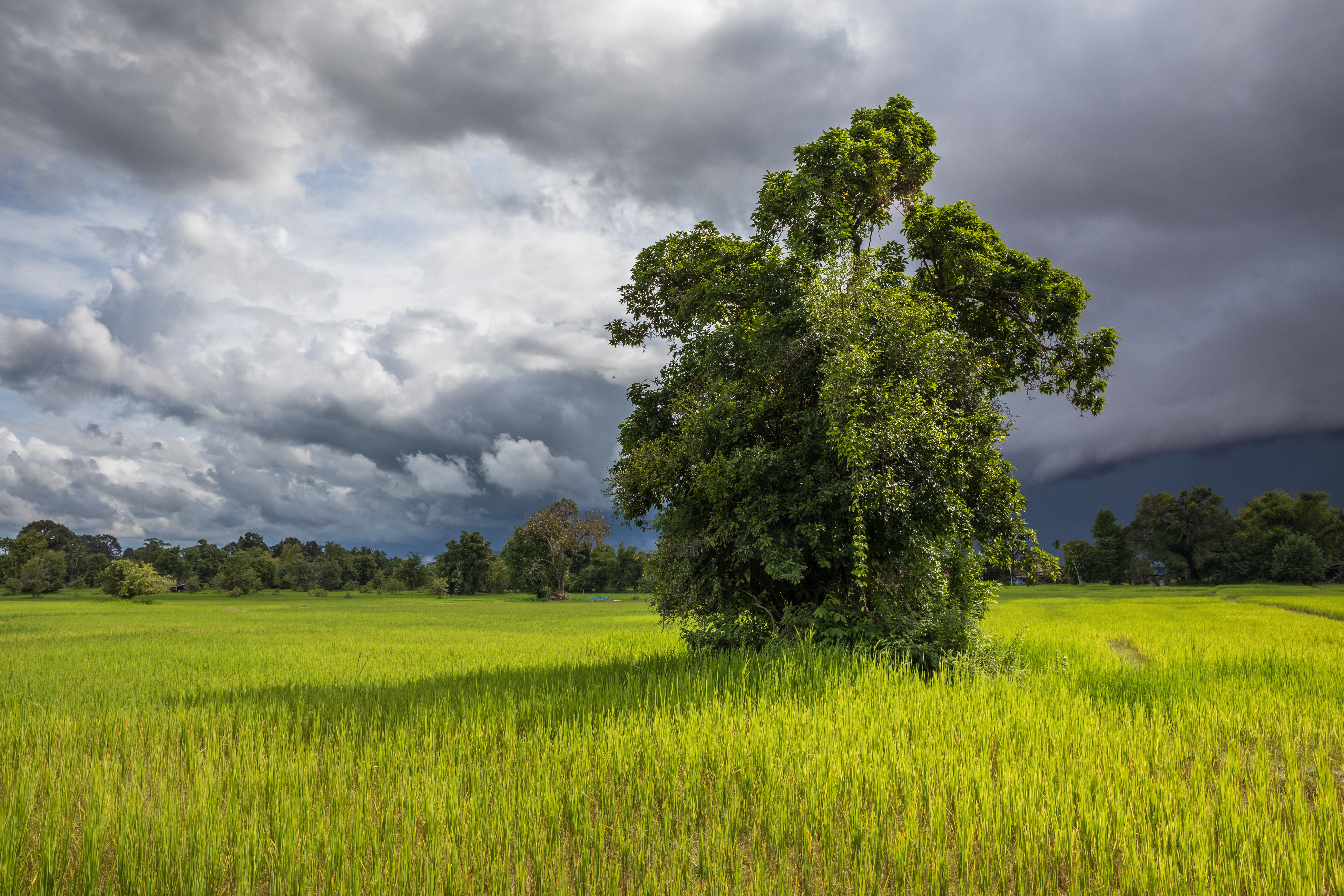
Arbre feuillu dans les rizières vertes de Don Det (Laos), sous un ciel lourd nuageux en août 2017 pendant la mousson.
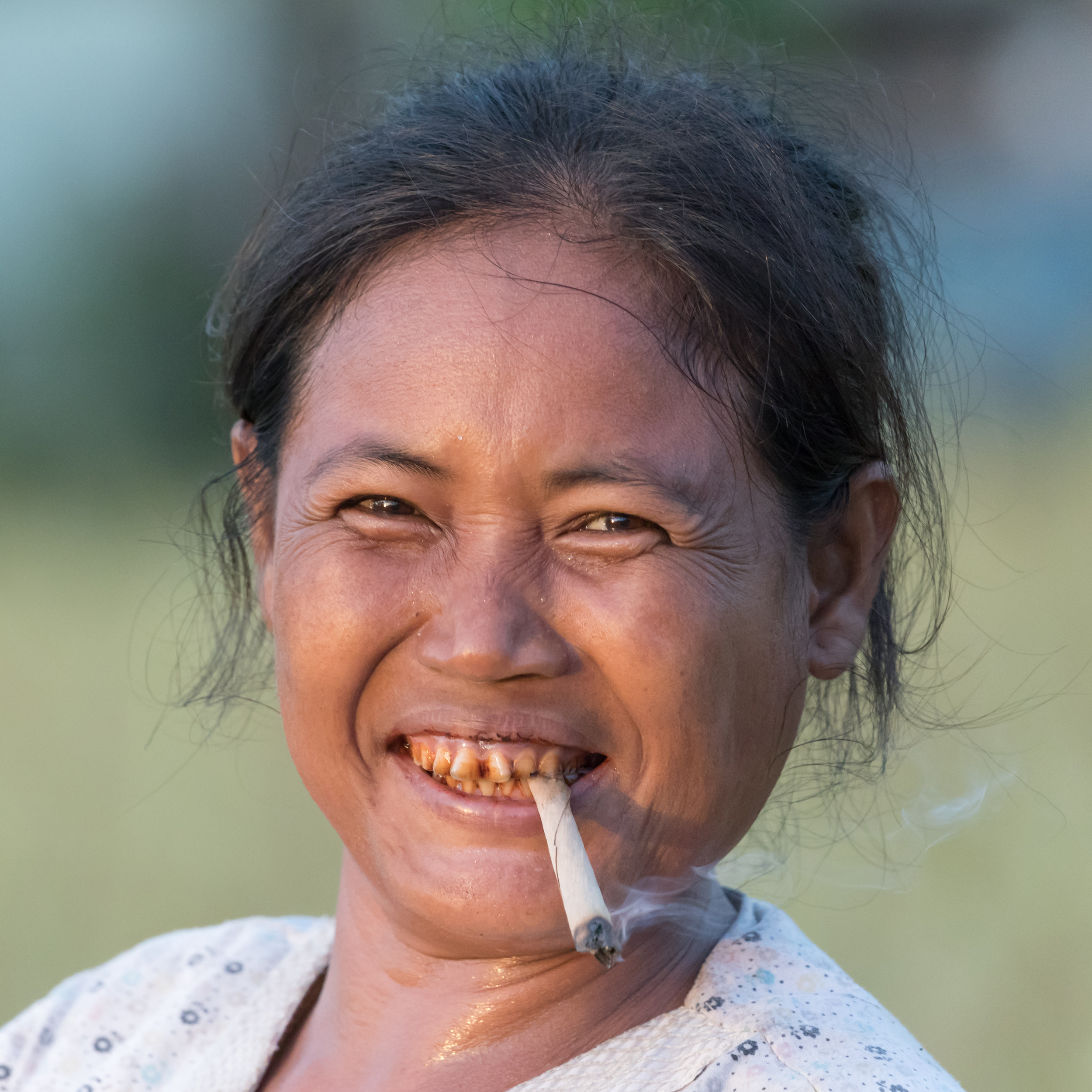
Portrait d'une femme serrant une cigarette roulée à la main entre ses dents, au coucher du soleil dans la campagne de Don Det, Laos. La couleur rouge de ses dents est due à la mastication régulière de paan.
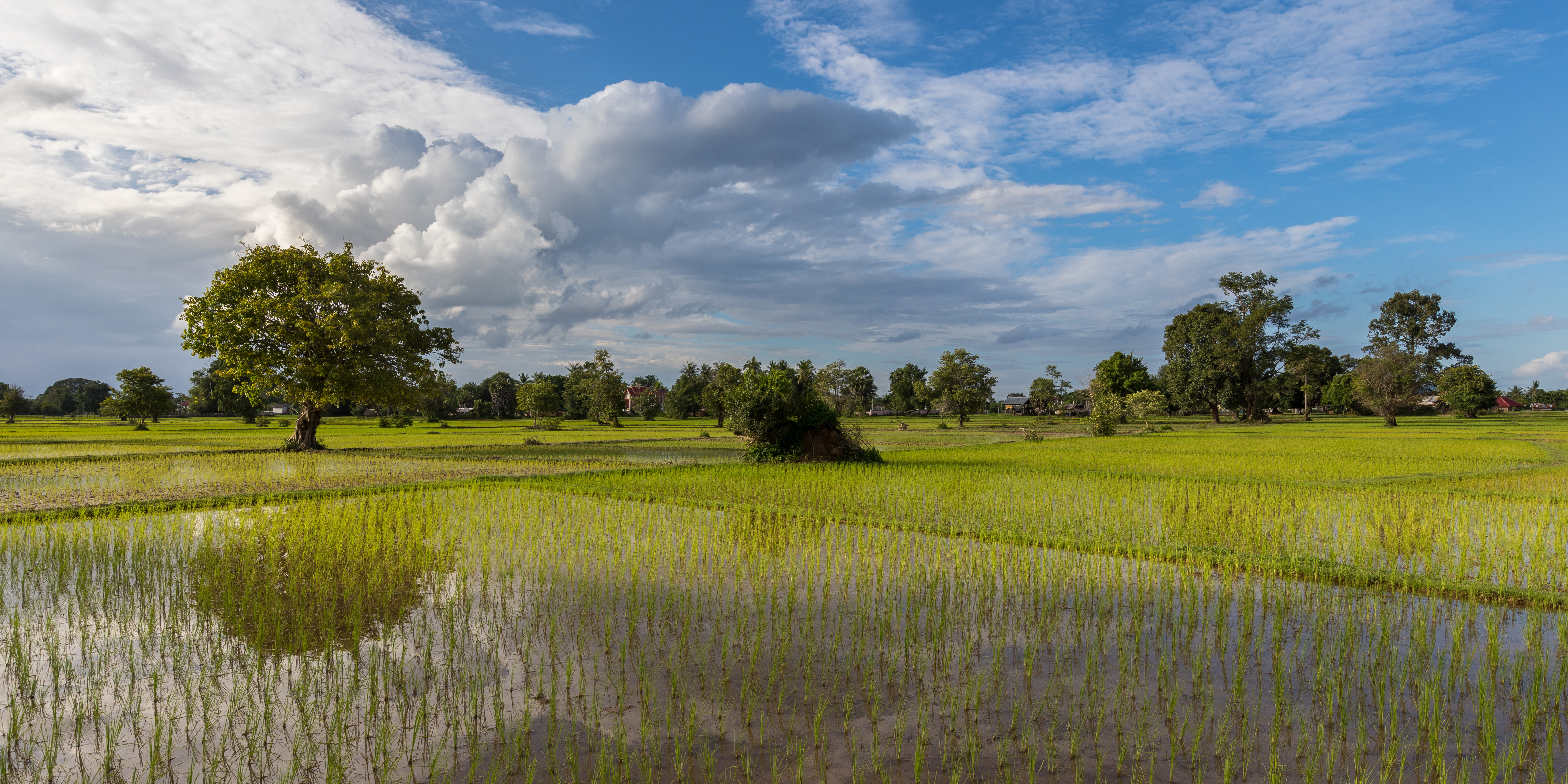
Rizières vertes ensoleillées de Don Det (Laos), avec un arbre se réfléchissant dans l'eau, sous un ciel nuageux en juillet 2018 pendant la mousson.
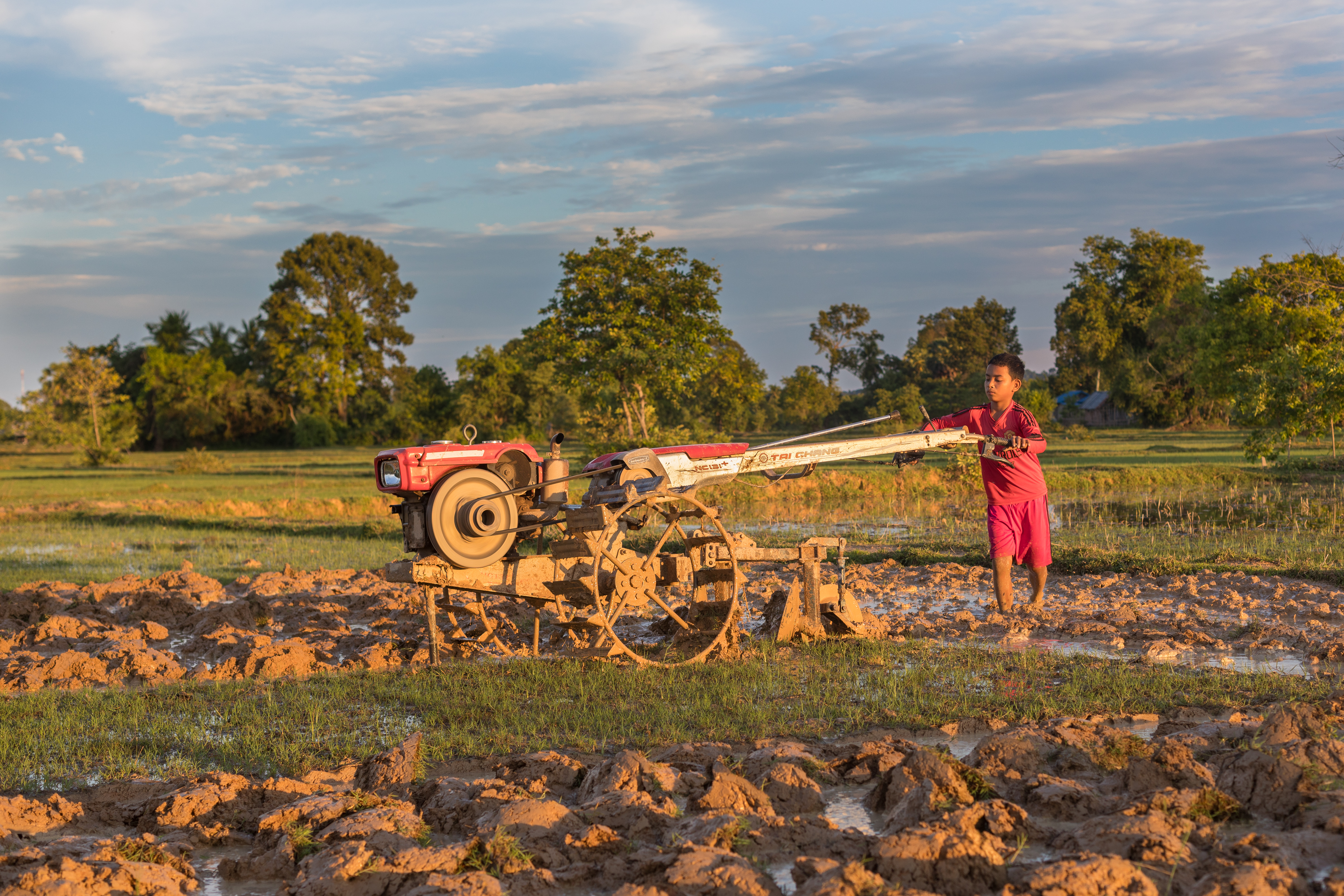
Garçon habillé en rouge conduisant un tracteur pour labourer un champ de riz au coucher du soleil à Don Det. Il porte un tee shirt pour le Manchester United Football Club.
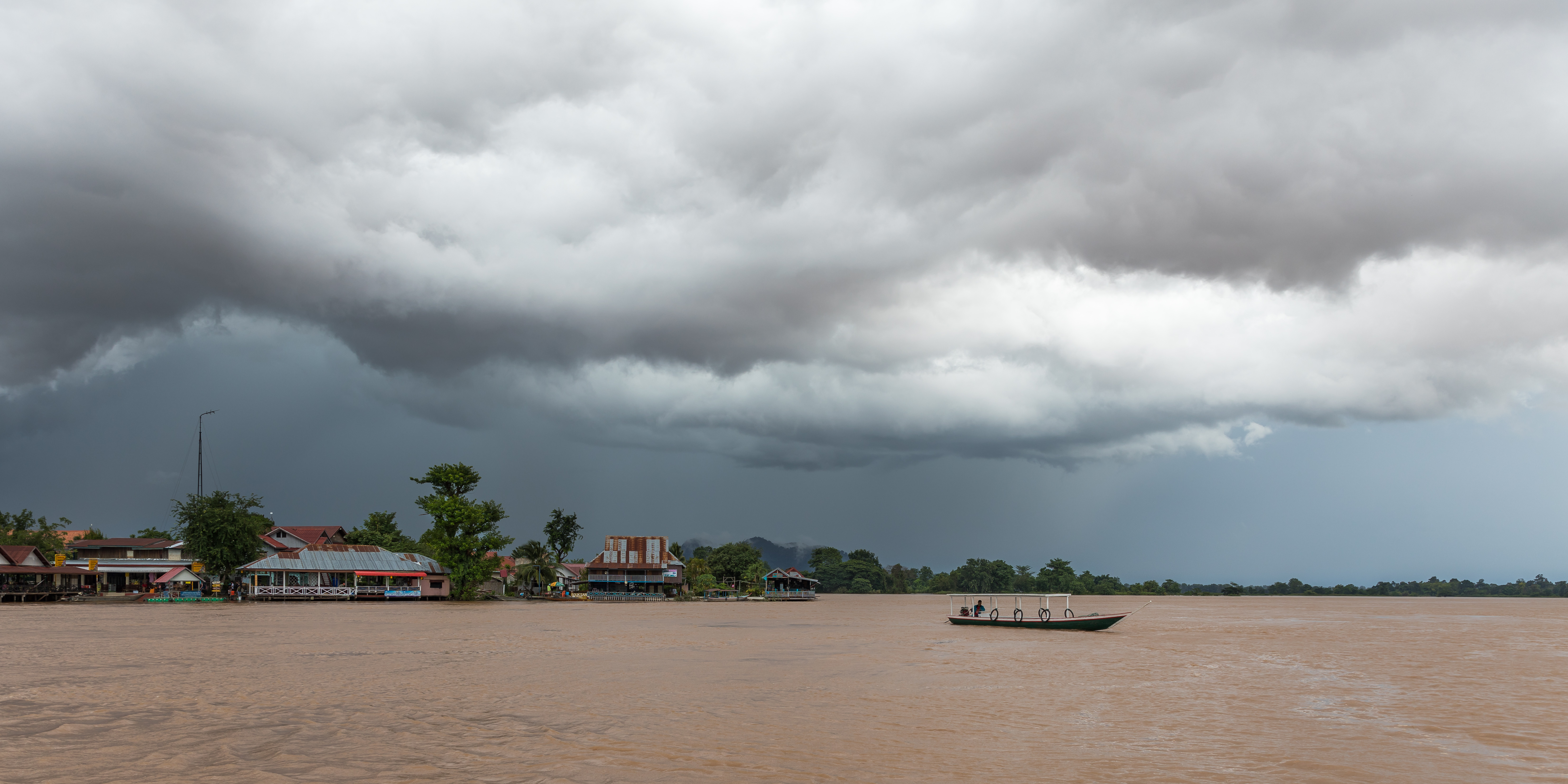
Pirogue sur le Mékong sous de lourds nuages gris pendant la mousson avant une tempête à Don Det.
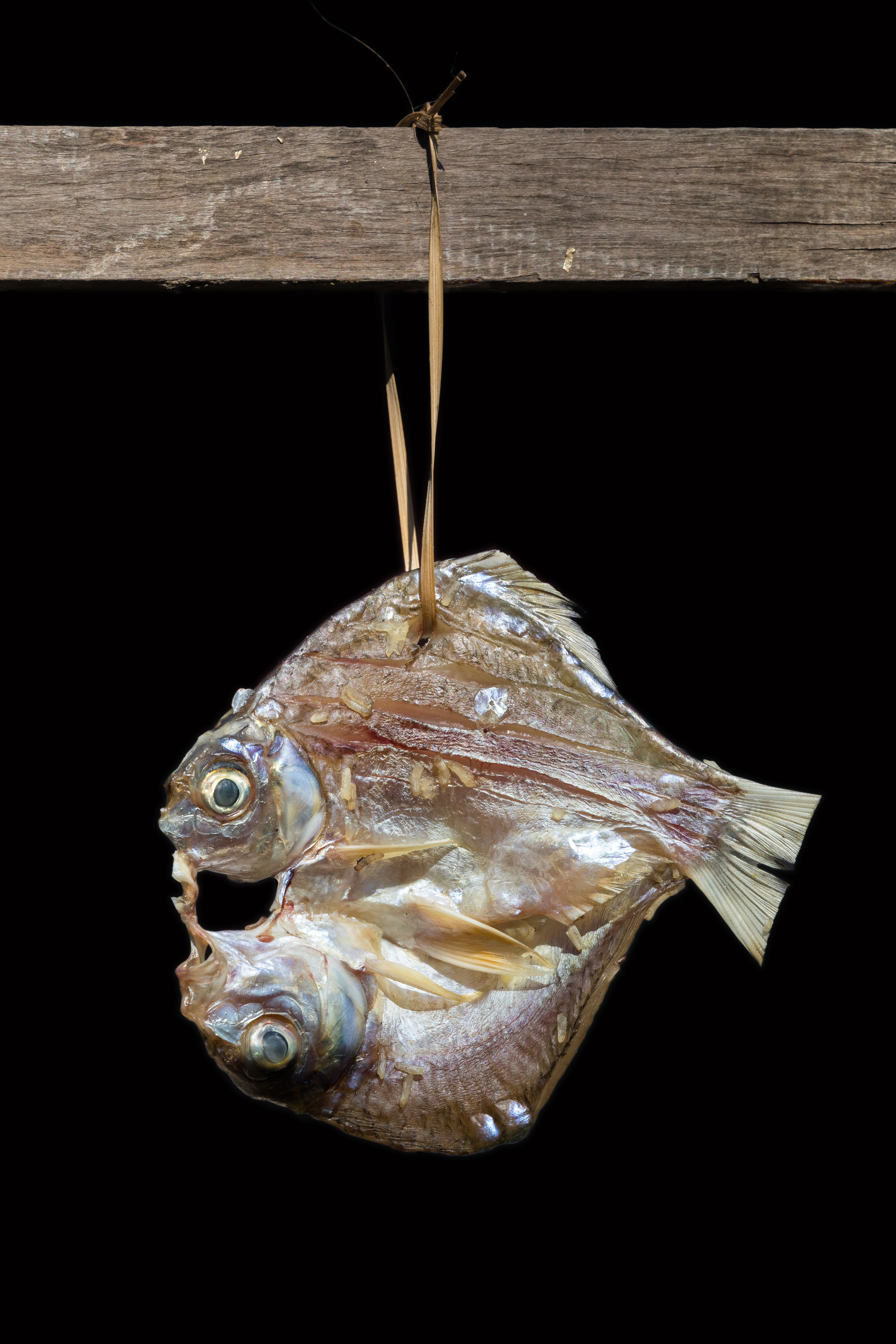
Poisson du Mékong (pa tak ou ປາຕາກ en Lao) accroché à une poutre, séchant au soleil, sur un fond noir, à Don Det.
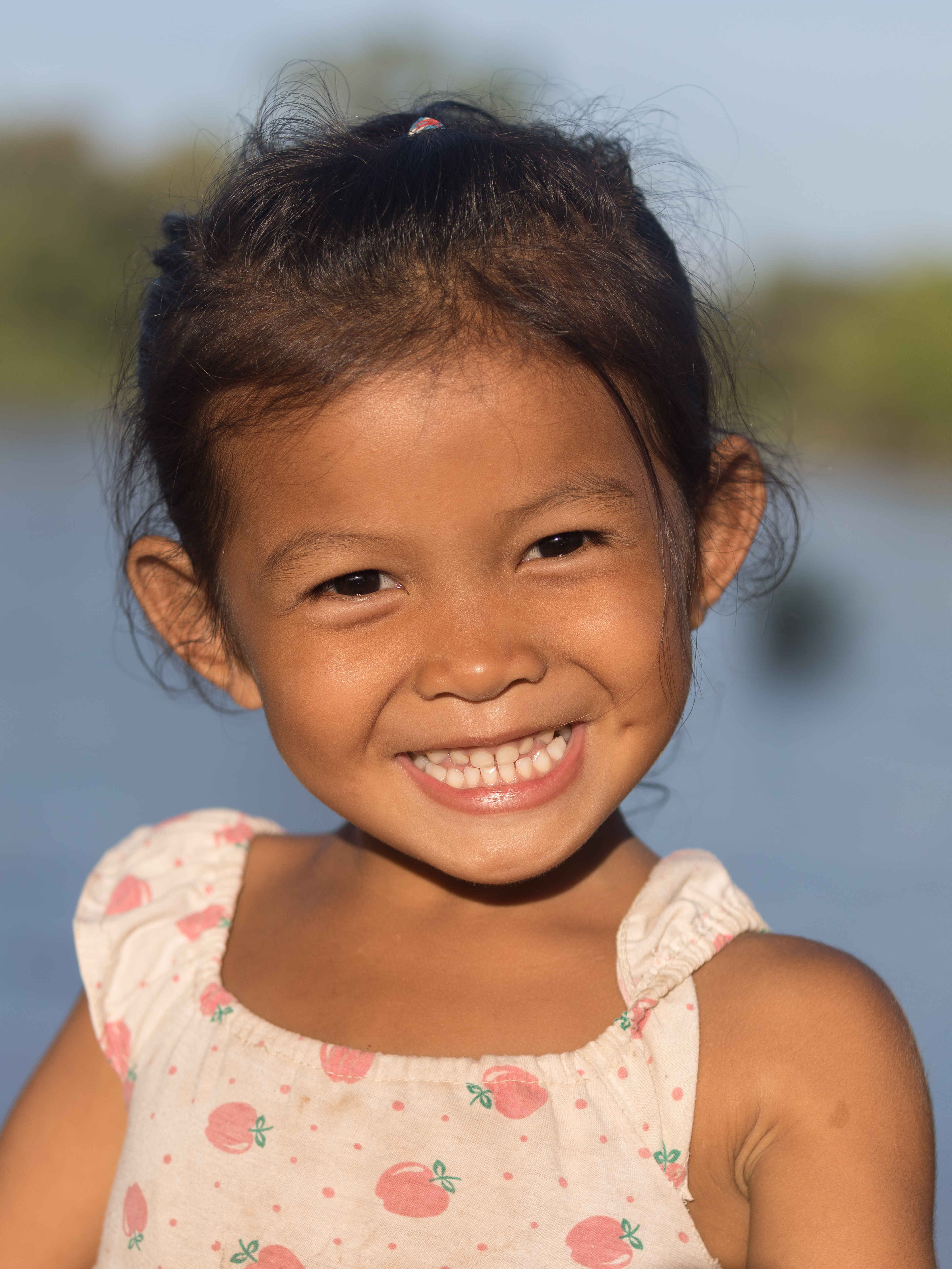
Fillette souriant bouche ouverte au soleil à l'heure dorée, à Don Det.
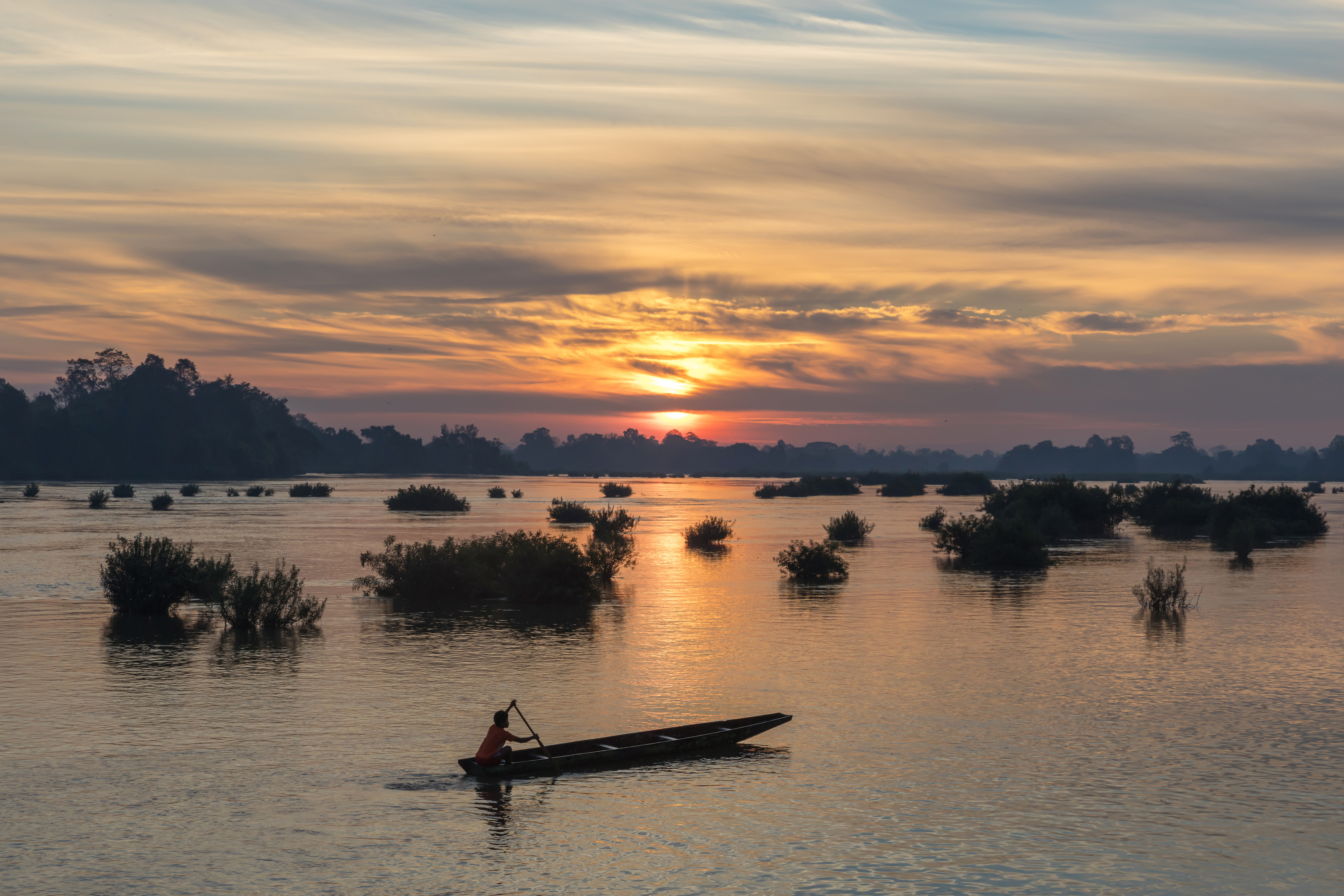
Silhouette d'un pêcheur sur sa pirogue au lever du soleil, à Don Det.
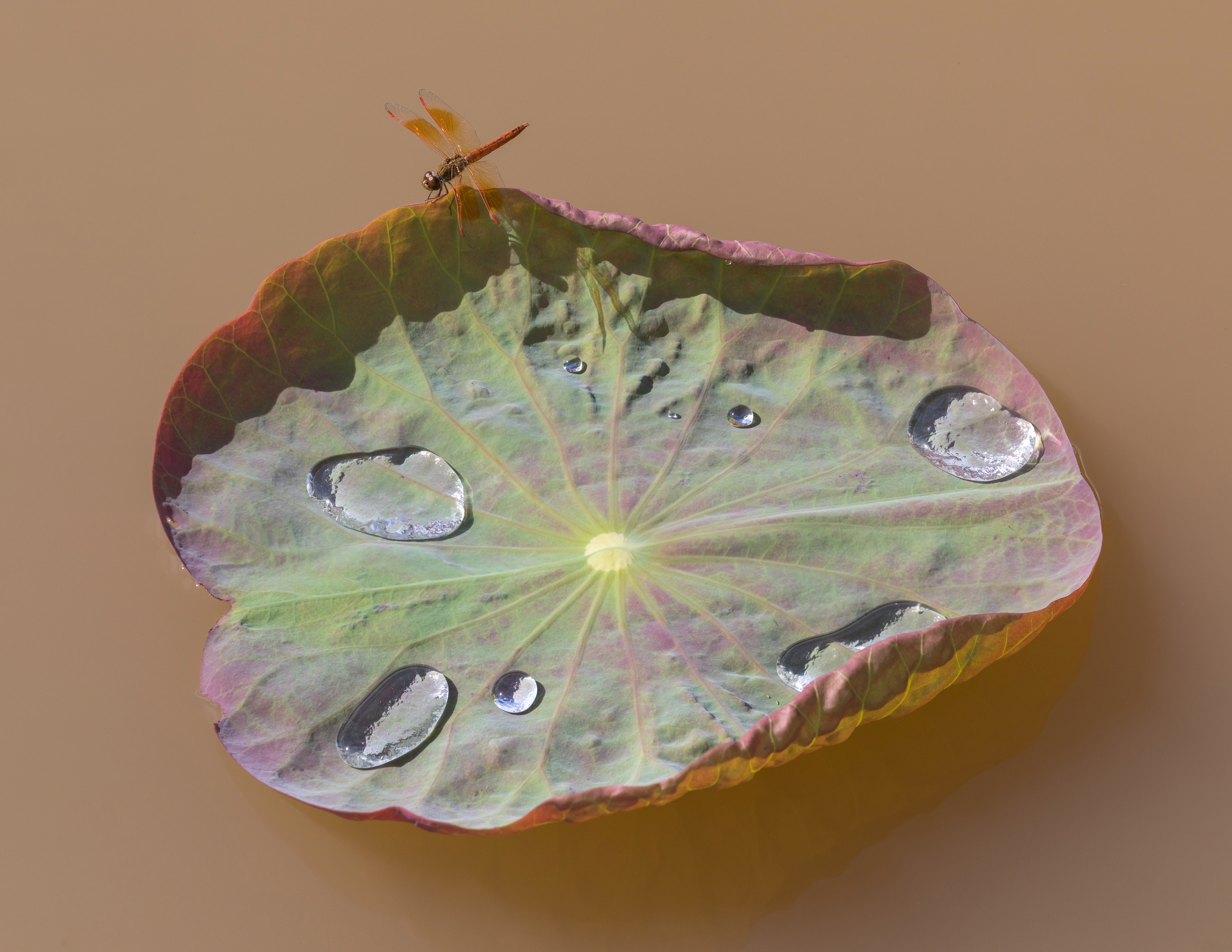
Libellule brachythemis contaminata, mâle, sur une feuille de nelumbo nucifera (Lotus sacré) avec des gouttes d'eau, à la surface d'un étang boueux, à Don Det. La texture du Nelumbo est une surface superhydrophobe et cette propriété a donné son nom à l'effet lotus, quand les gouttes d'eau glissent sur la surface sans la mouiller.
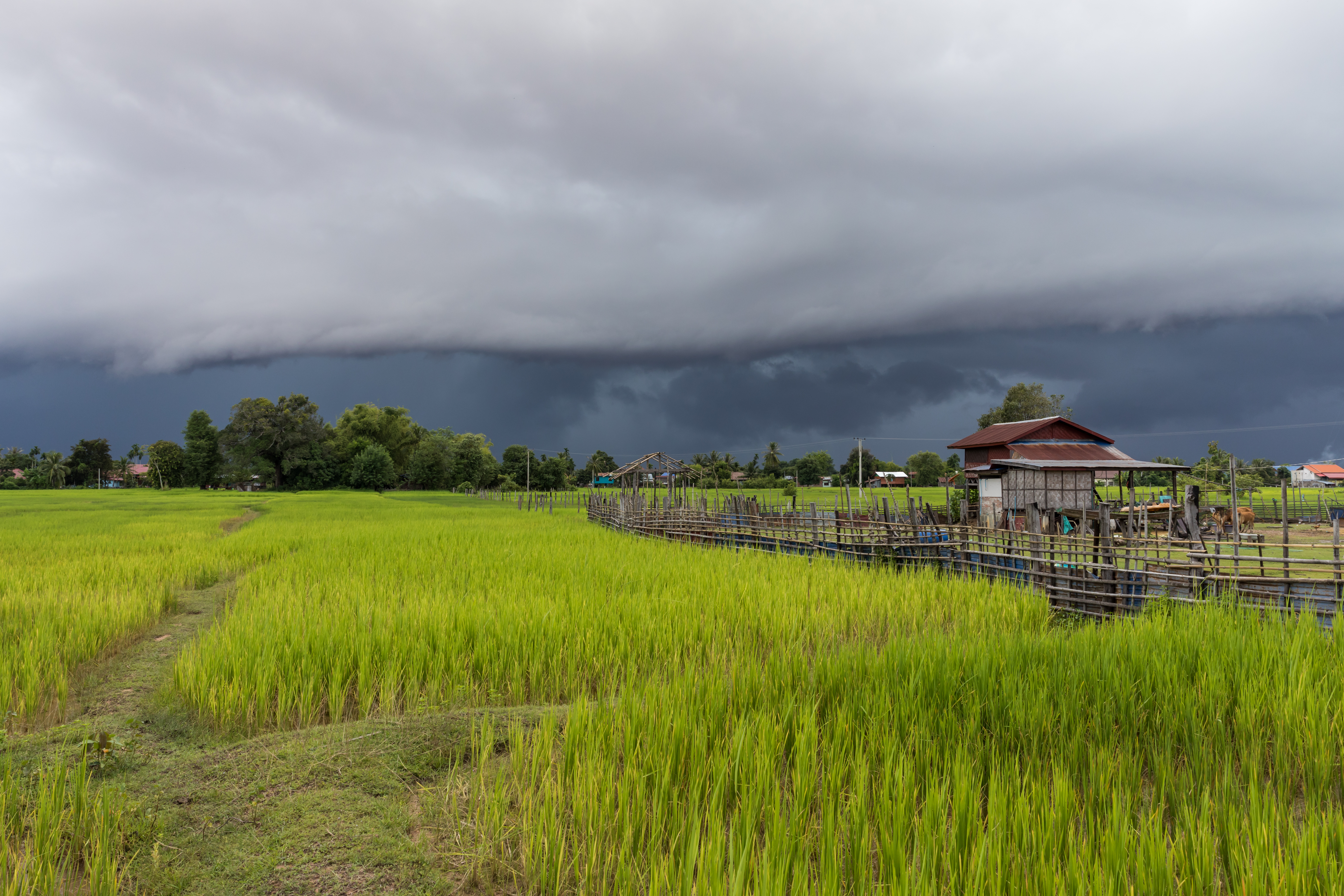
Rizières vertes et lumineuses, sous un ciel sombre et lourd, avec une maison en bois entourée d'une clôture, sur l'île de Don Det.

Auprès de l'ile de Don Loppadi
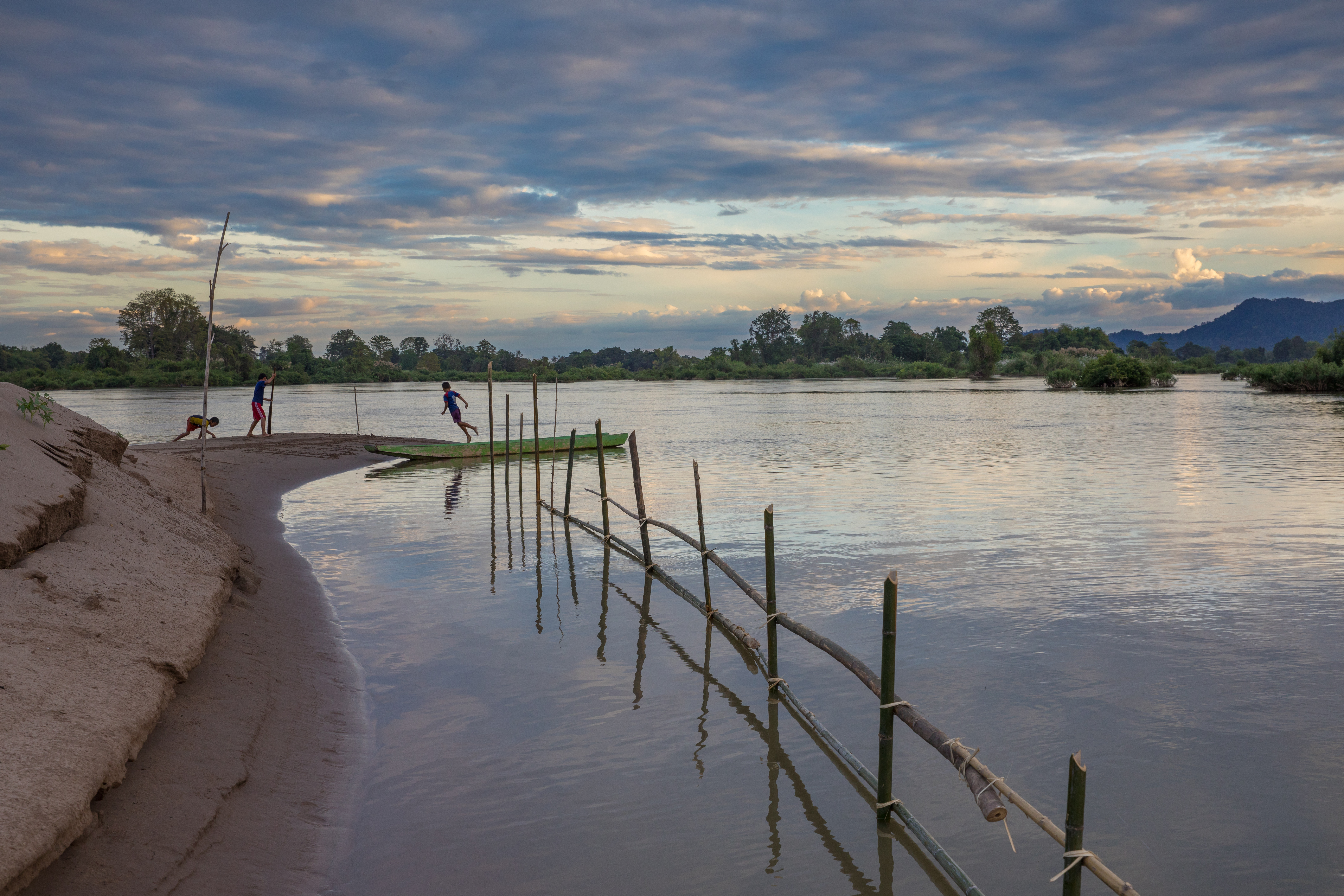
Enfants jouant le soir sur le bord du Mékong, à côté de l'ïle Don Loppadi.
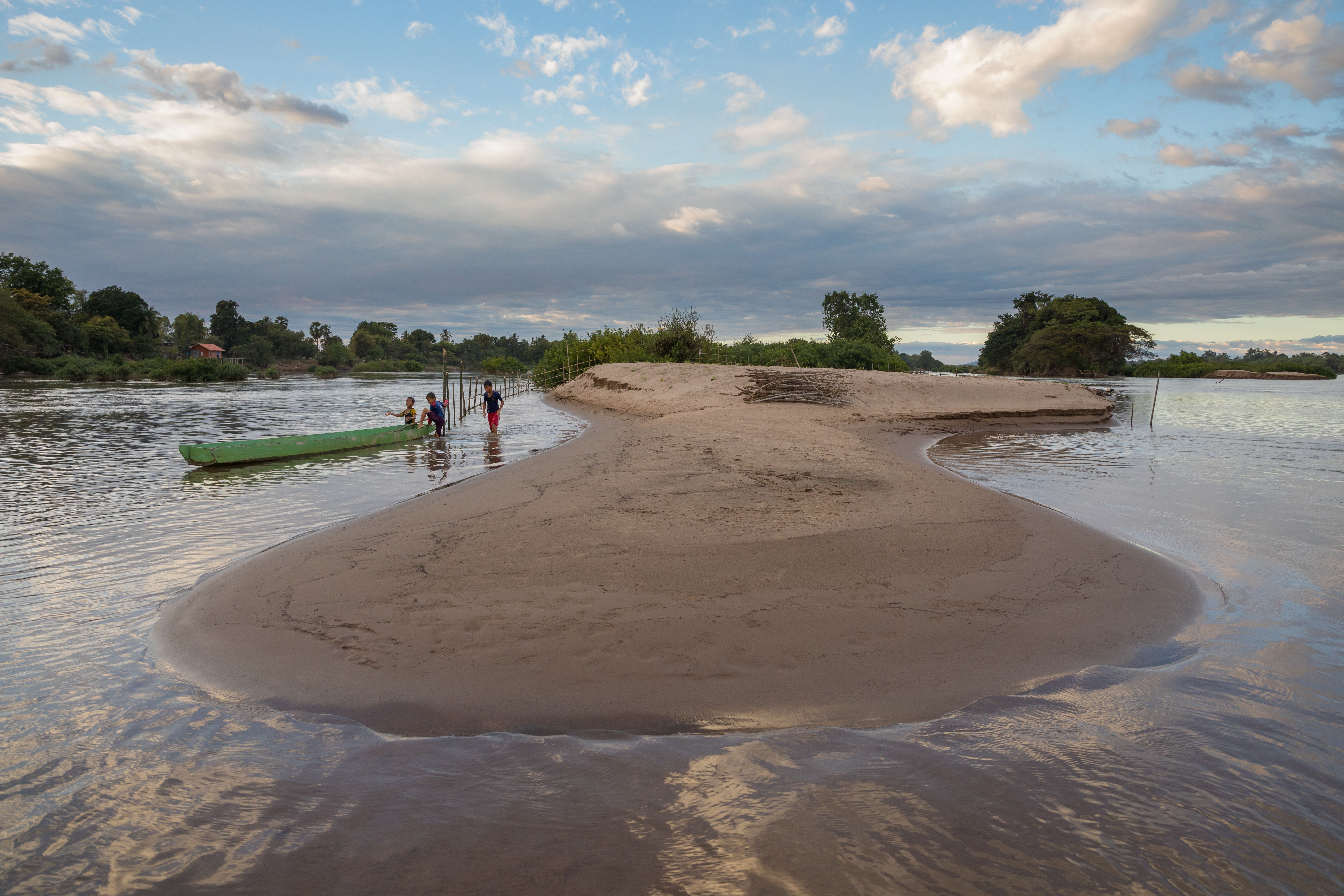
Plage sur l'île Don Loppadi.
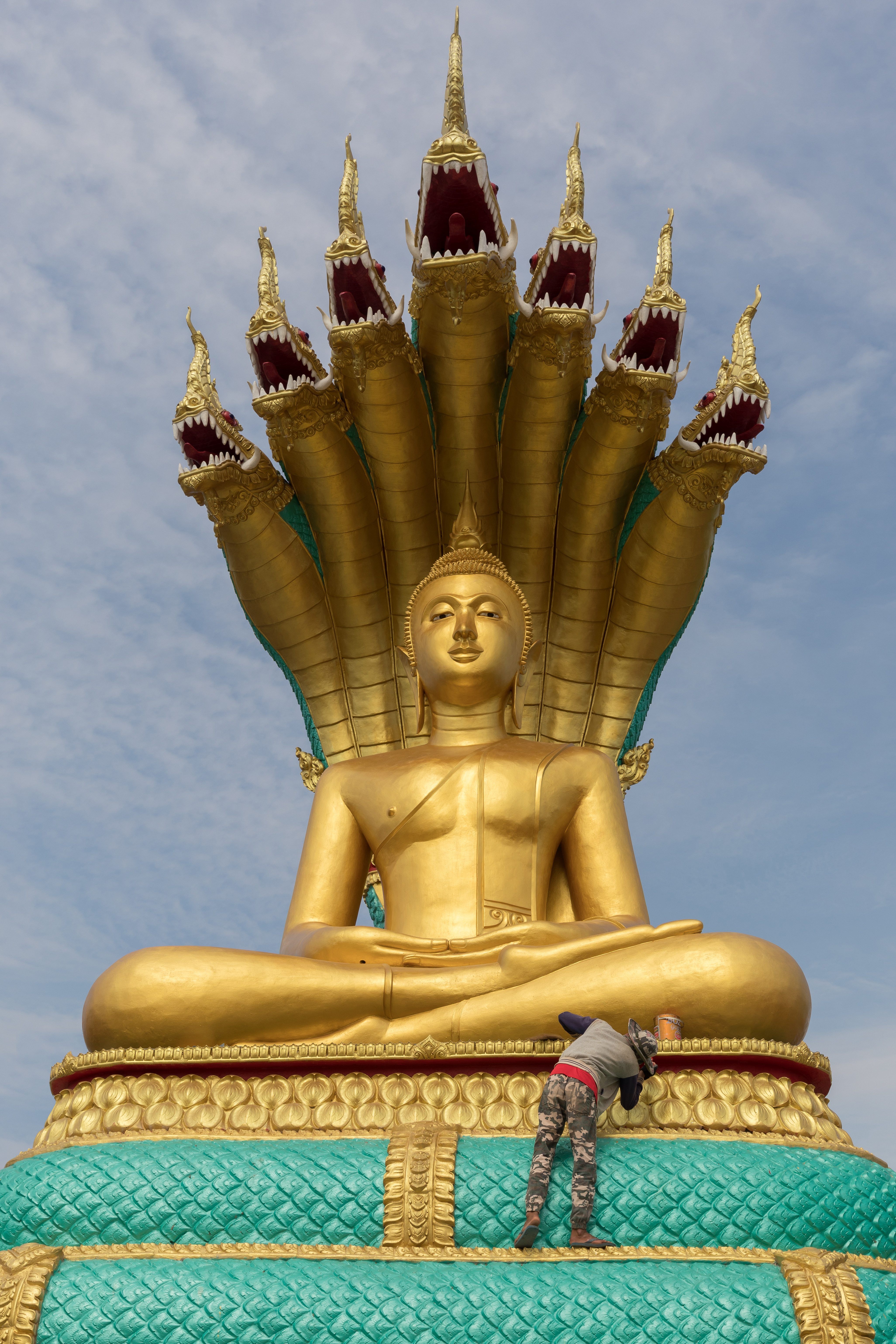
Travailleur peignant couleur or une statue géante du Buddha assis, au temple de Don Loppadi.
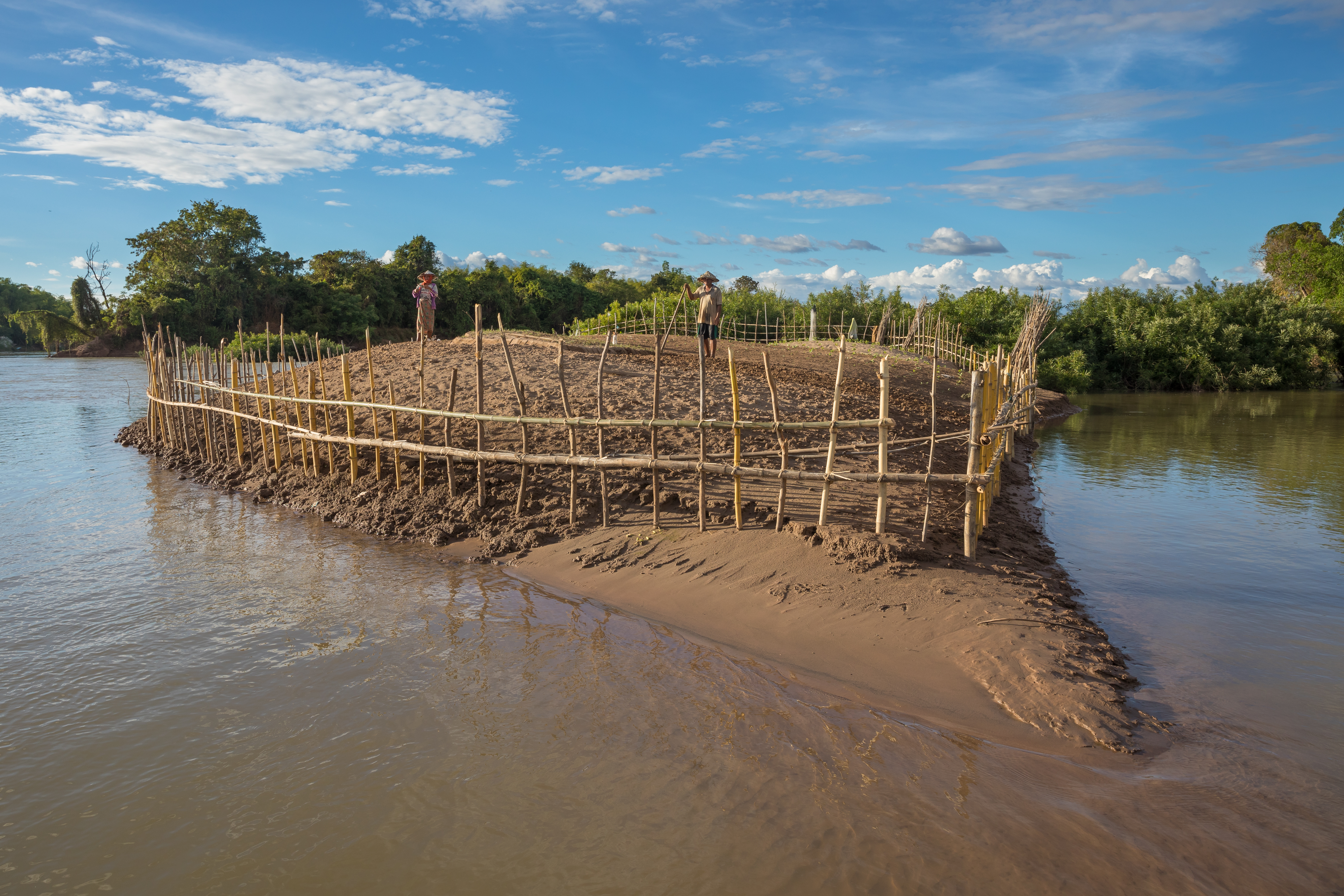
Clôture en bois sur une berge du Mékong, autour d'une petite île cultivée près de Don Loppadi, avec un couple travaillant, à l'heure dorée. Cette barrière est une protection contre les intrus qui voudraient cultiver le même terrain. Cette petite terre n'appartient certainement à personne officiellement, ou bien le propriétaire officiel ne s'en soucie pas. Du fait que cette petite île est totalement immergée pendant la mousson, les premiers locaux qui décident de s'établir là après la décrue du Mékong doivent donner un signal clair au voisinage que le domaine n'est plus disponible.

Auprès de l'île de Don Khon (Don Khone)
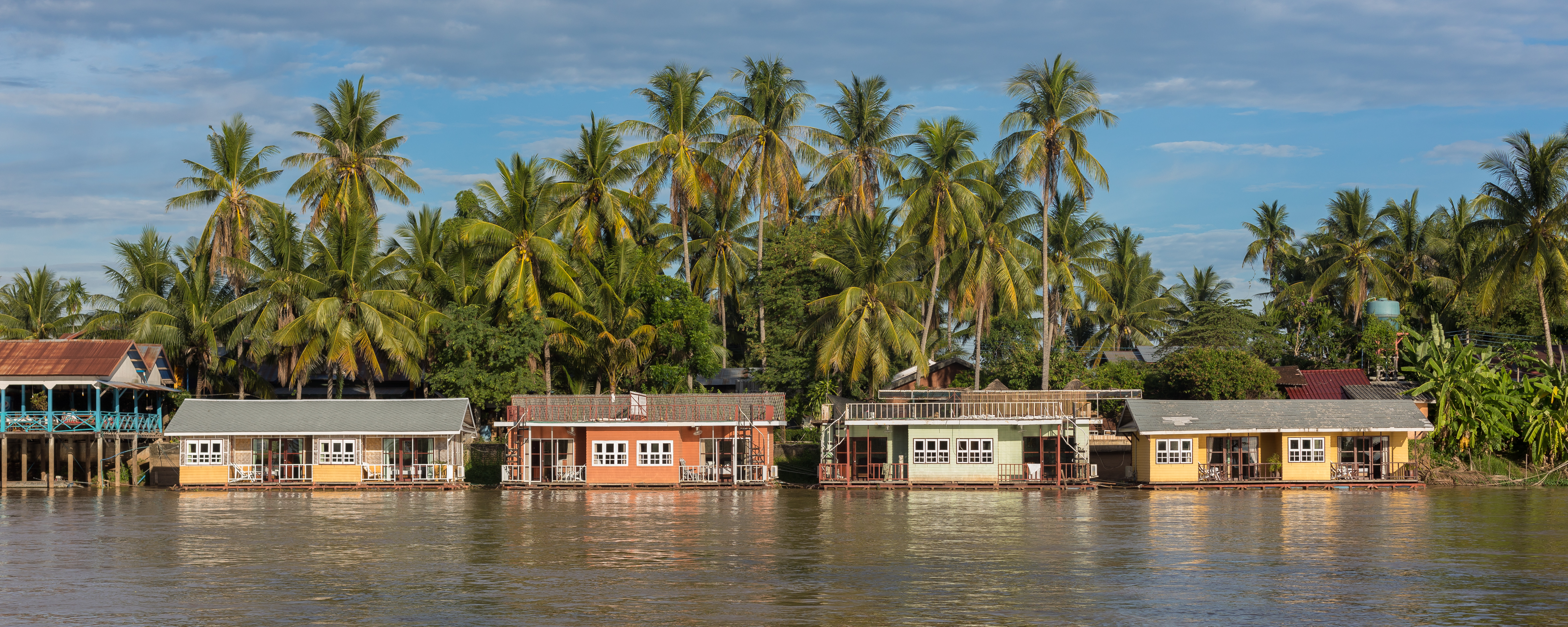
Bungalows colorés flottants de l'hôtel Sala Don Khone, sur la berge du Mékong devant de hauts palmiers, Don Khon en fin d'après-midi, photo prise depuis l'île de Don Det, Laos.
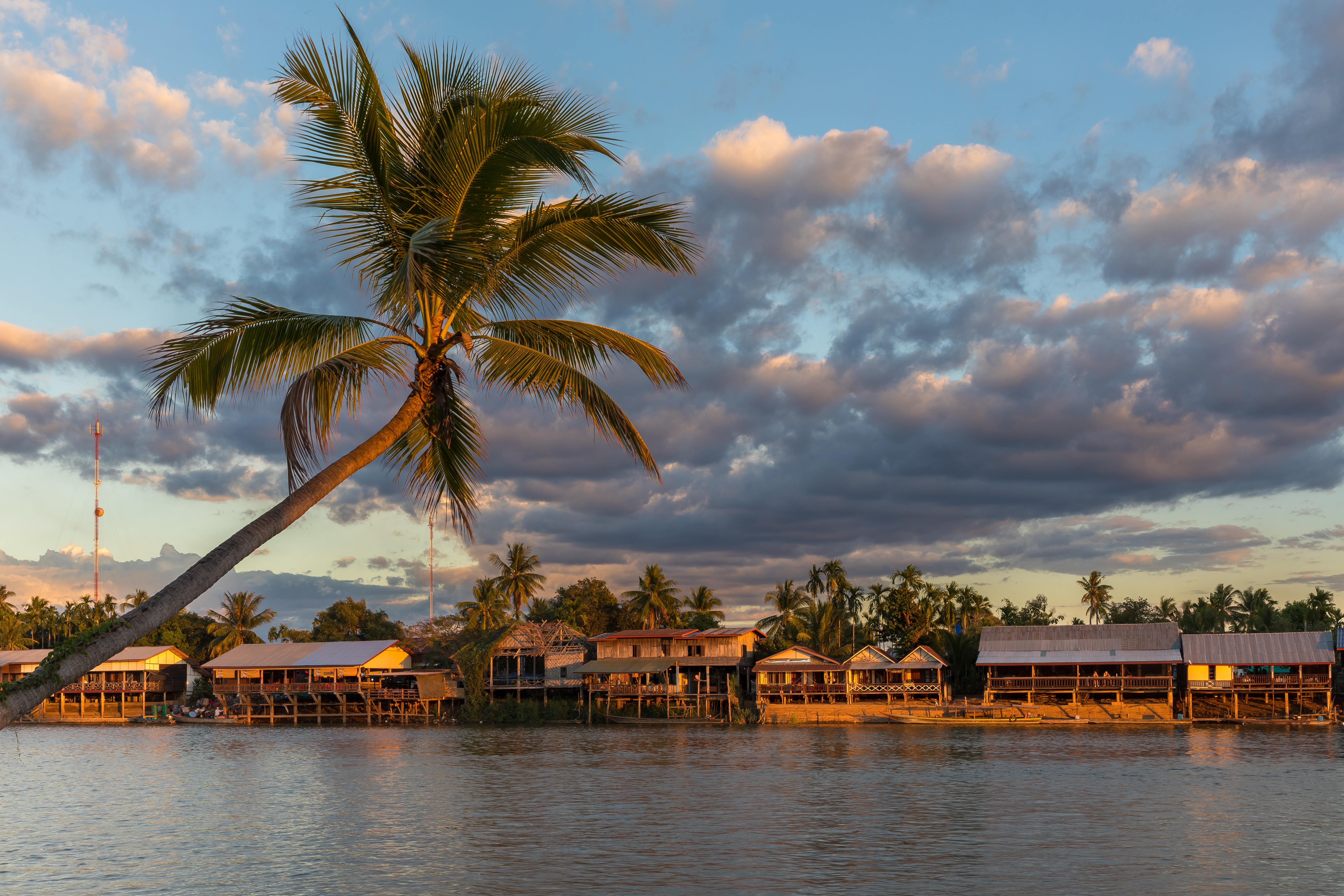
Berge de l'île de Don Khon au Si Phan Don avec des maisons en bois sur pilotis, au soleil à l'heure dorée, vue depuis Don Det avec un Arecaceae (palmier) penché au premier plan et des nuages colorés.
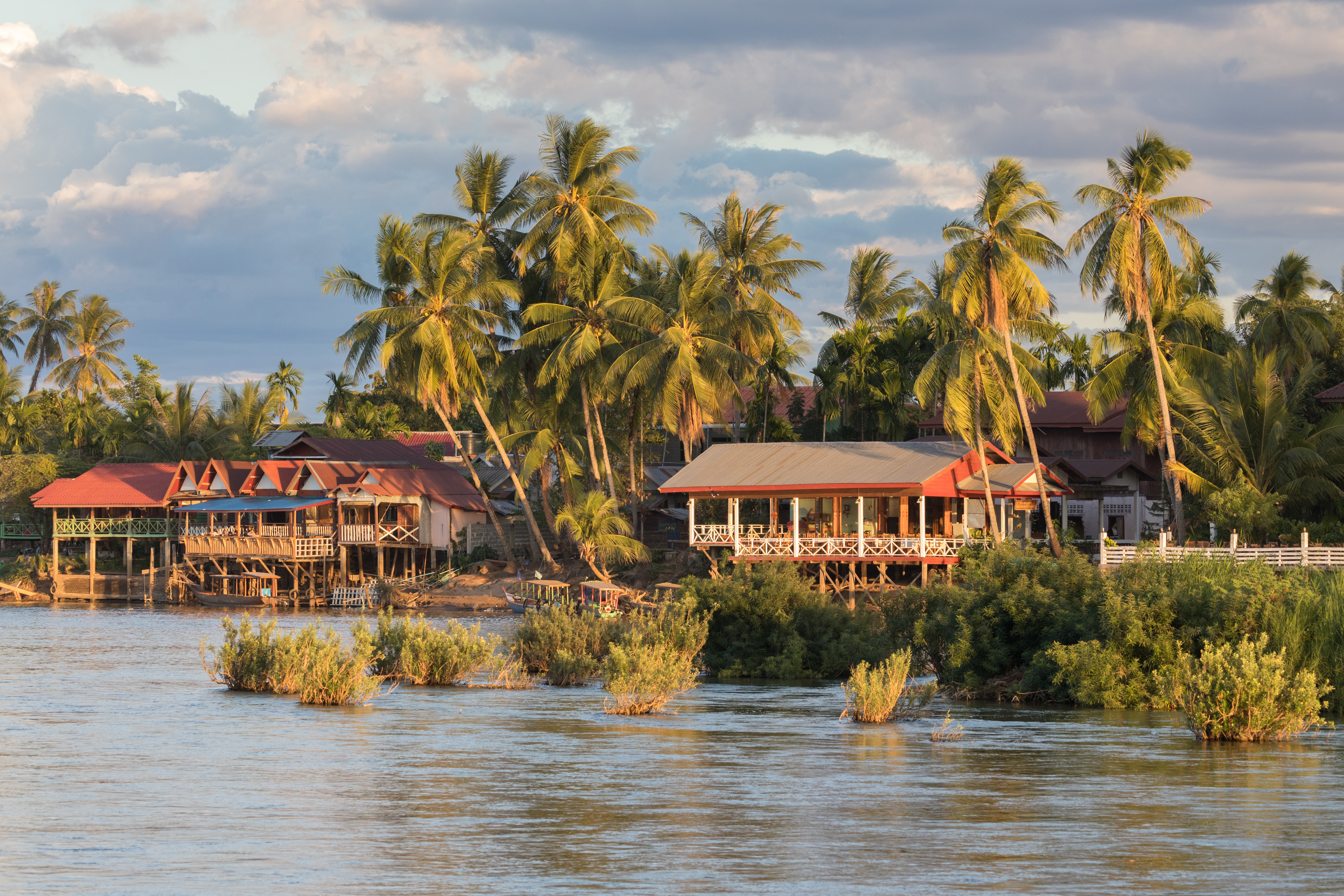
Berge de l'île de Don Khon avec des maisons en bois sur pilotis, au soleil à l'heure dorée, vue depuis Don Det.

Images de la vie courante
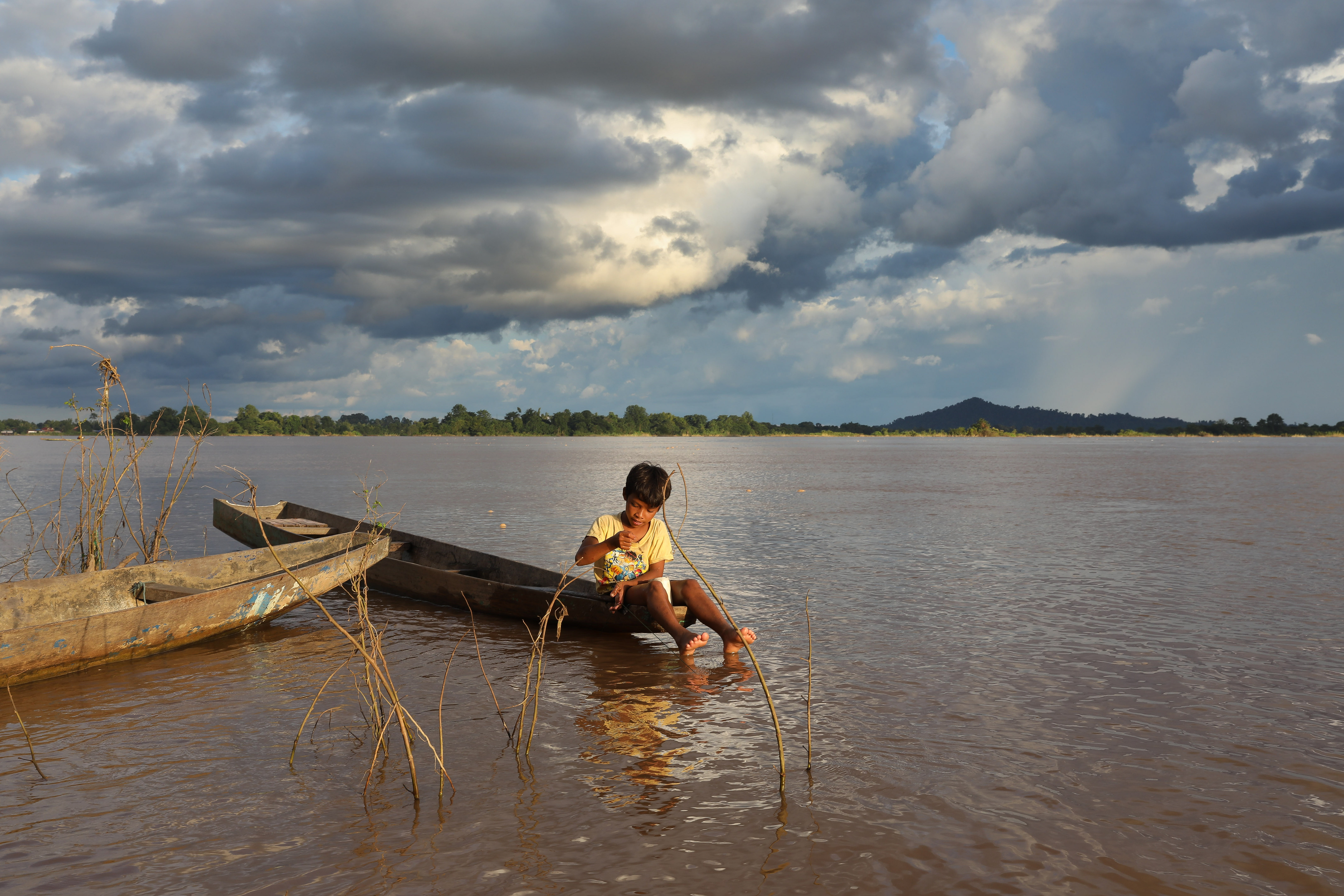
Jeune pêcheur dans le Si Phan Don.
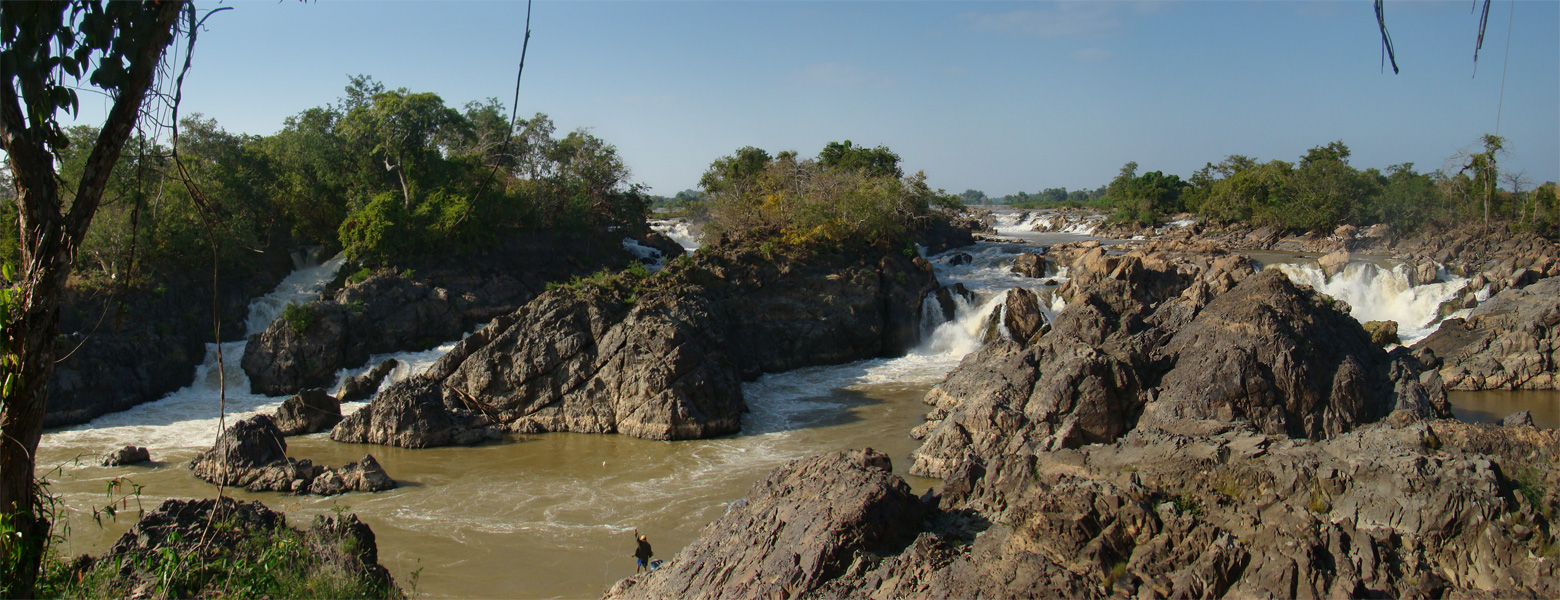
Rapides de Tat Somphamit (basses-eaux) appelés aussi Cascades de Li Phi.
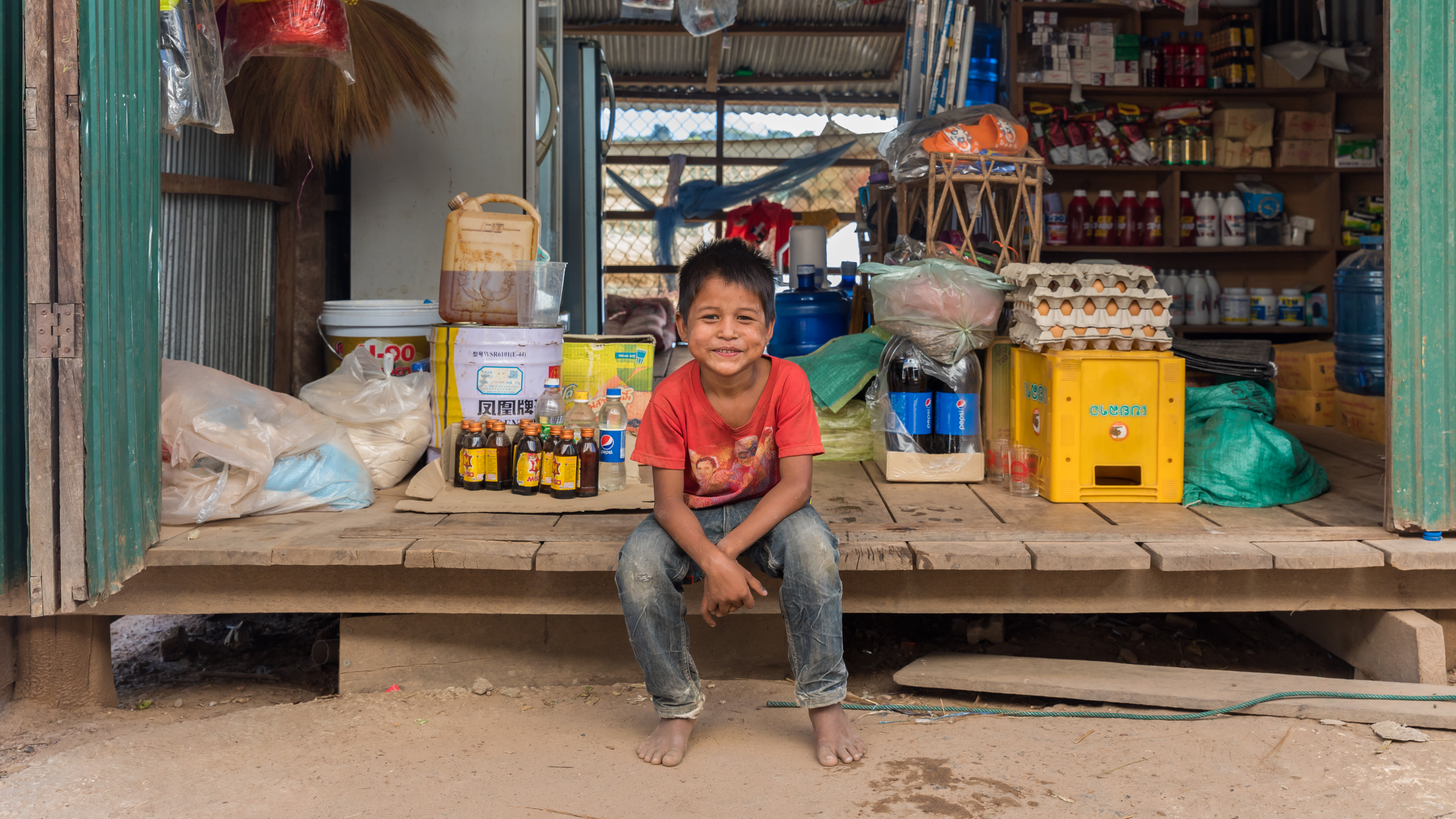
Jeune vendeur souriant, assis dans une épicerie à Don Som, Si Phan Don.
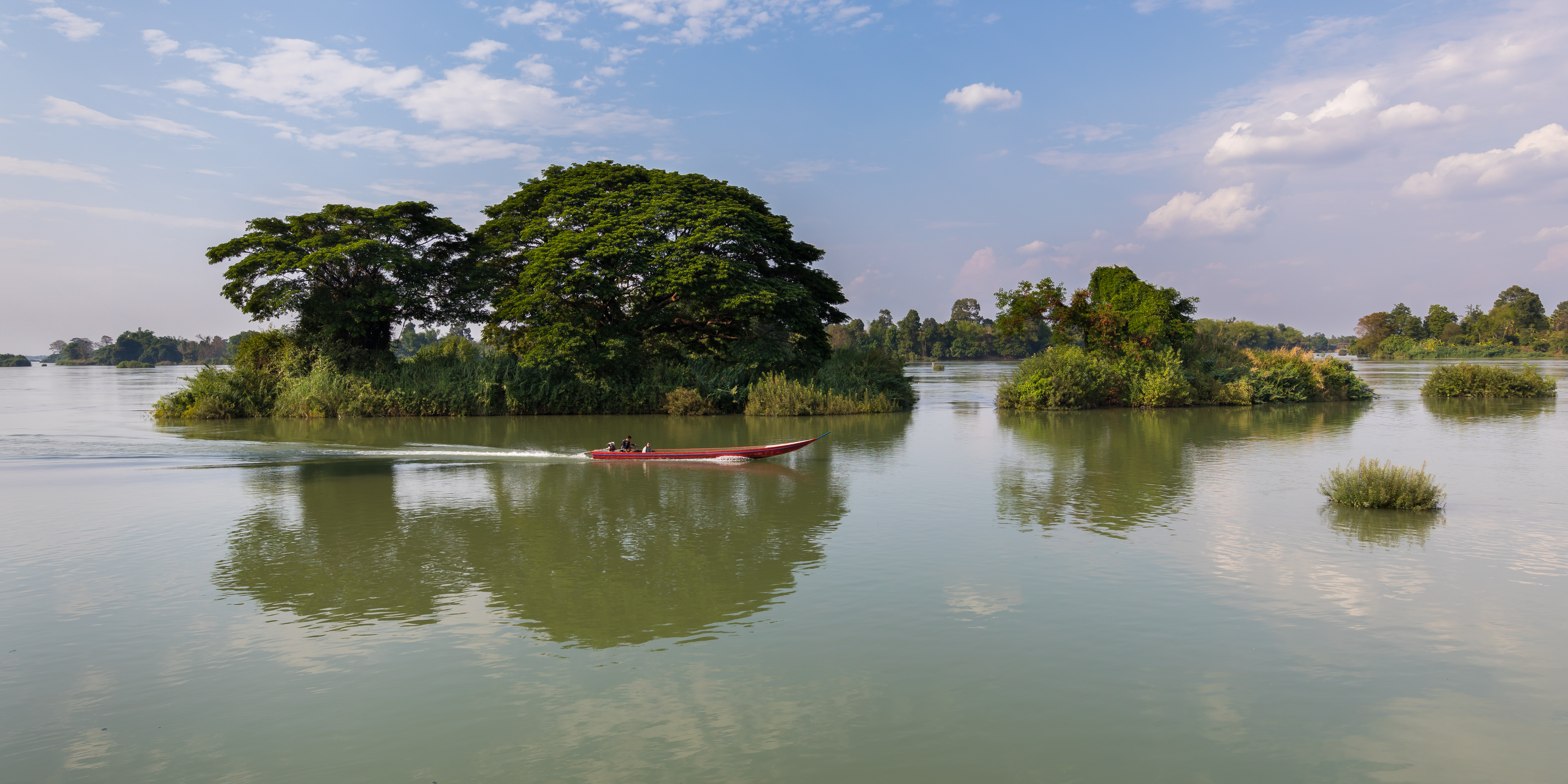
Pirogue filant sur le Mékong devant une petite île avec des arbres verts se reflétant dans l'eau, dans le Si Phan Don.
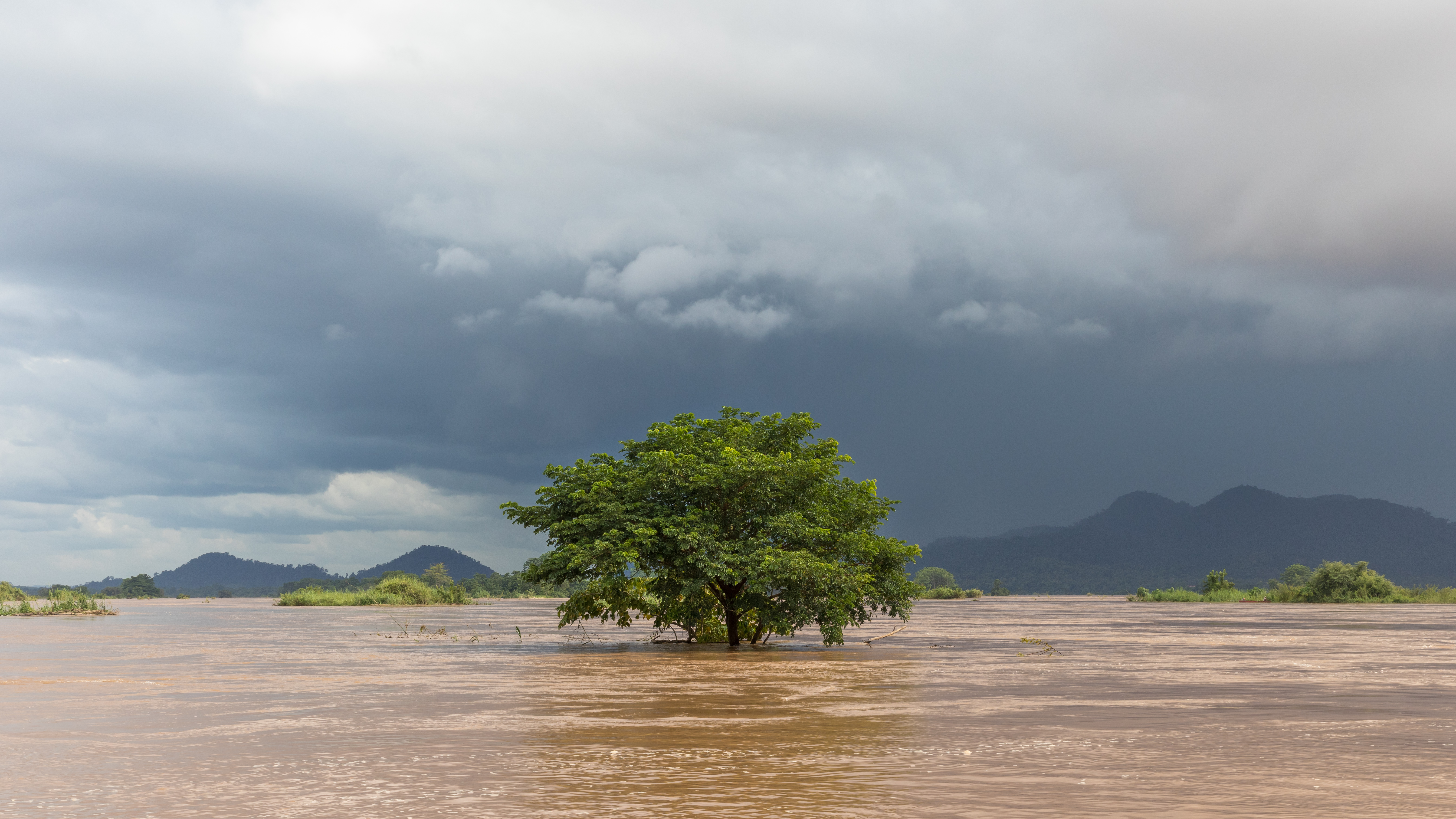
Arbre immergé dans le Mékong sous un ciel sombre pendant la mousson, à Si Phan Don (4 000 îles).
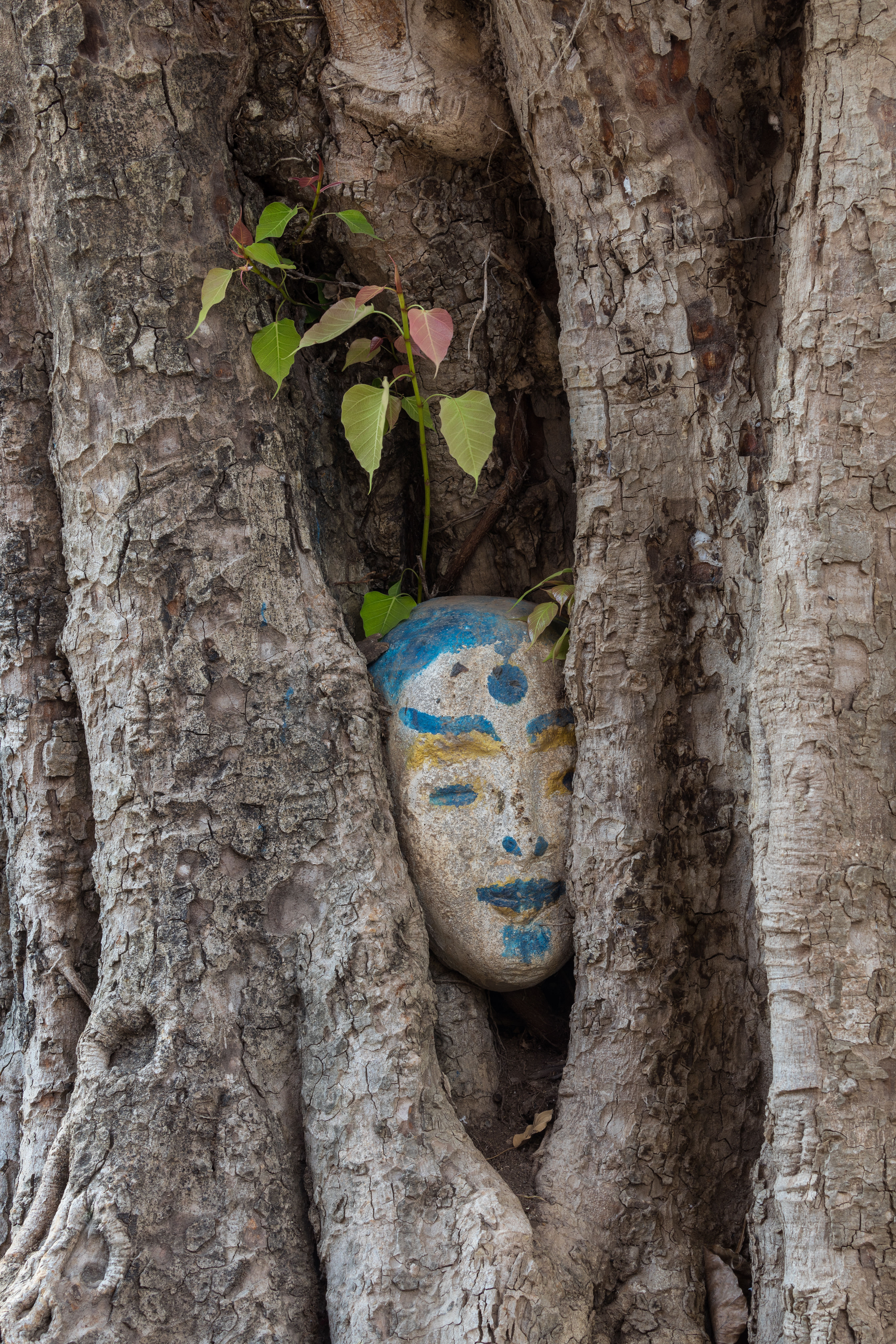
Sculpture ovale de tête humaine en ciment peint incrustée dans un tronc d'arbre après 8 ans, avec des feuilles vertes poussées au-dessus comme un ornement naturel, dans le jardin d'un temple de Don Som. Objet sacré de culte bouddhiste supposé protéger le lieu.
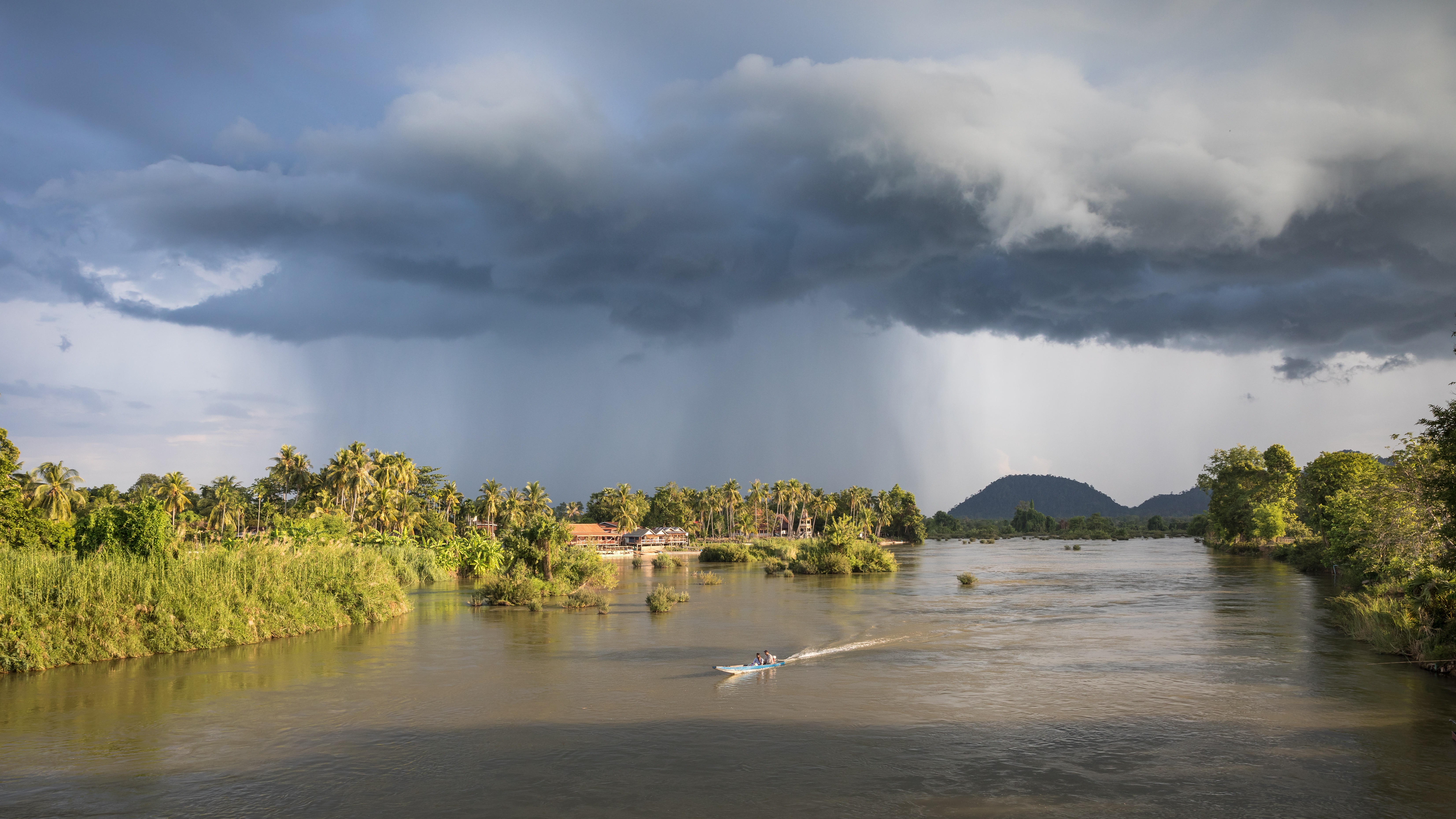
Paysage avec des nuages orageux et une pirogue sur le Mékong à l'heure dorée, depuis le pont entre Don Det et Don Khon, Si Phan Don.
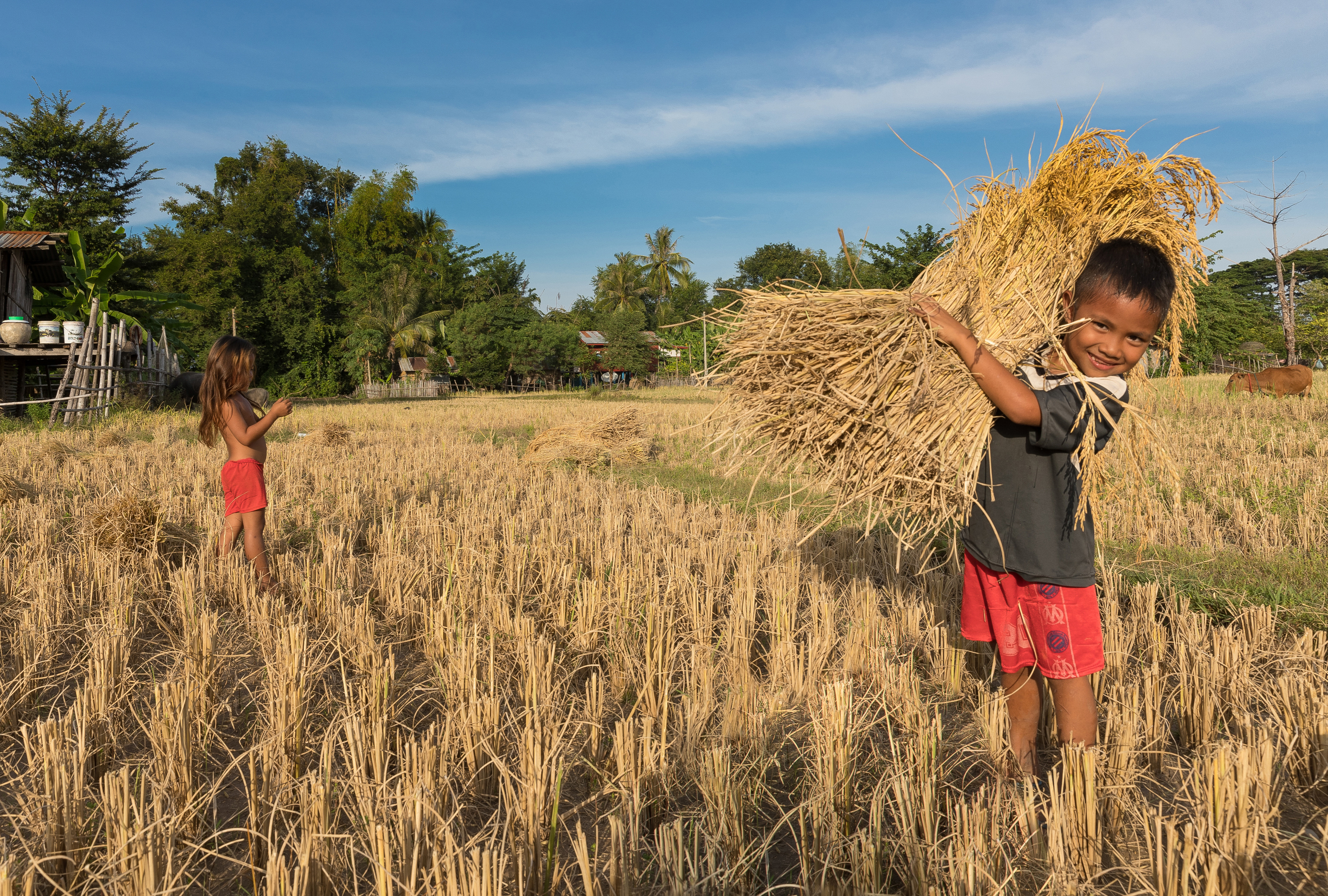
Jeune garçon souriant aidant sa famille en portant une grosse gerbe de riz pendant la récolte dans la campagne sur l'île de Don Xang, Si Phan Don.
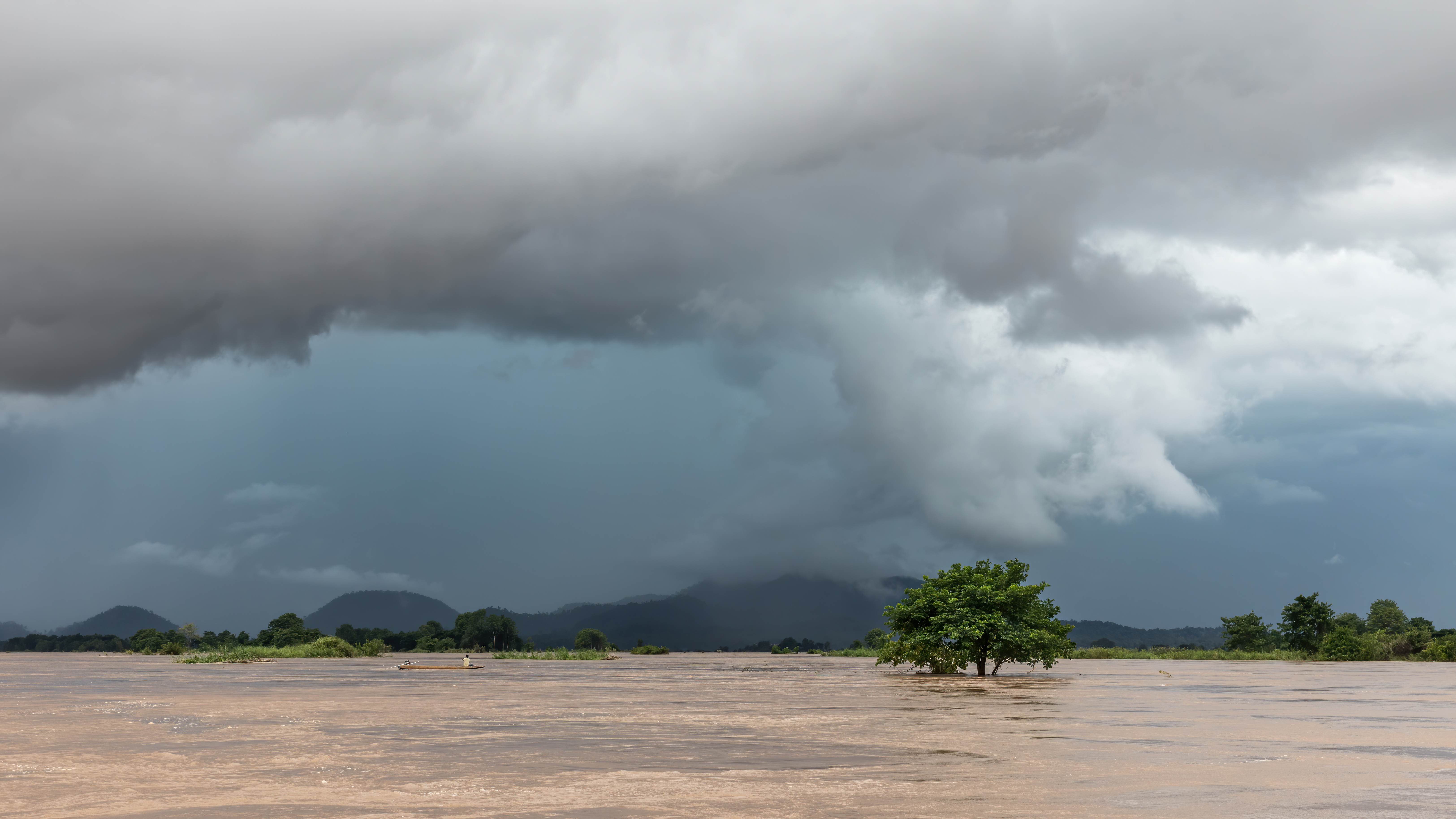
Arbre immergé dans le Mékong sous un ciel sombre et nuageux pendant la mousson, à Si Phan Don.
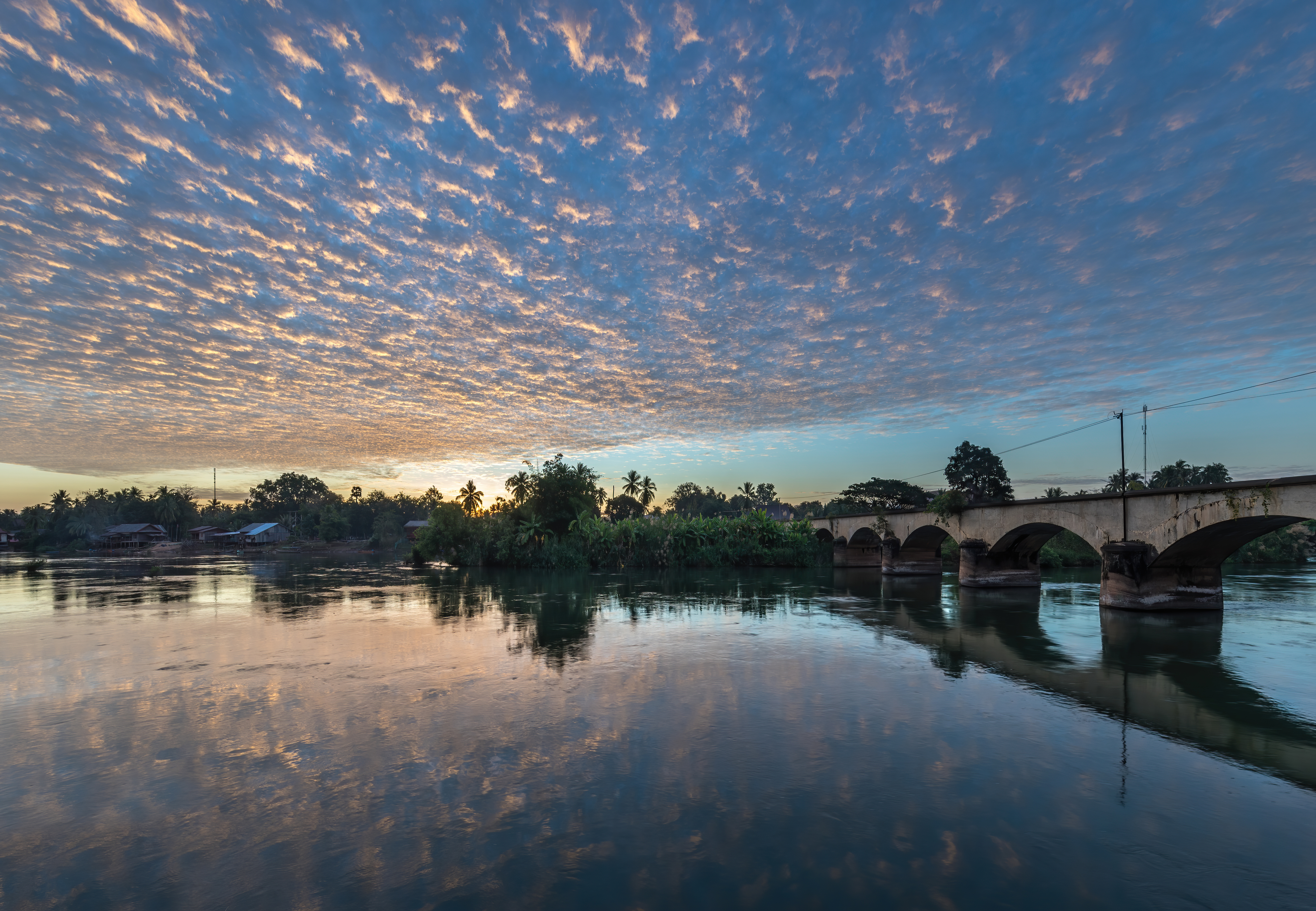
Pont vers Don Khon vu depuis Don Det avec le reflet dans l'eau du Mékong de nuages orange filandreux au lever du soleil, à Si Phan Don, Laos.
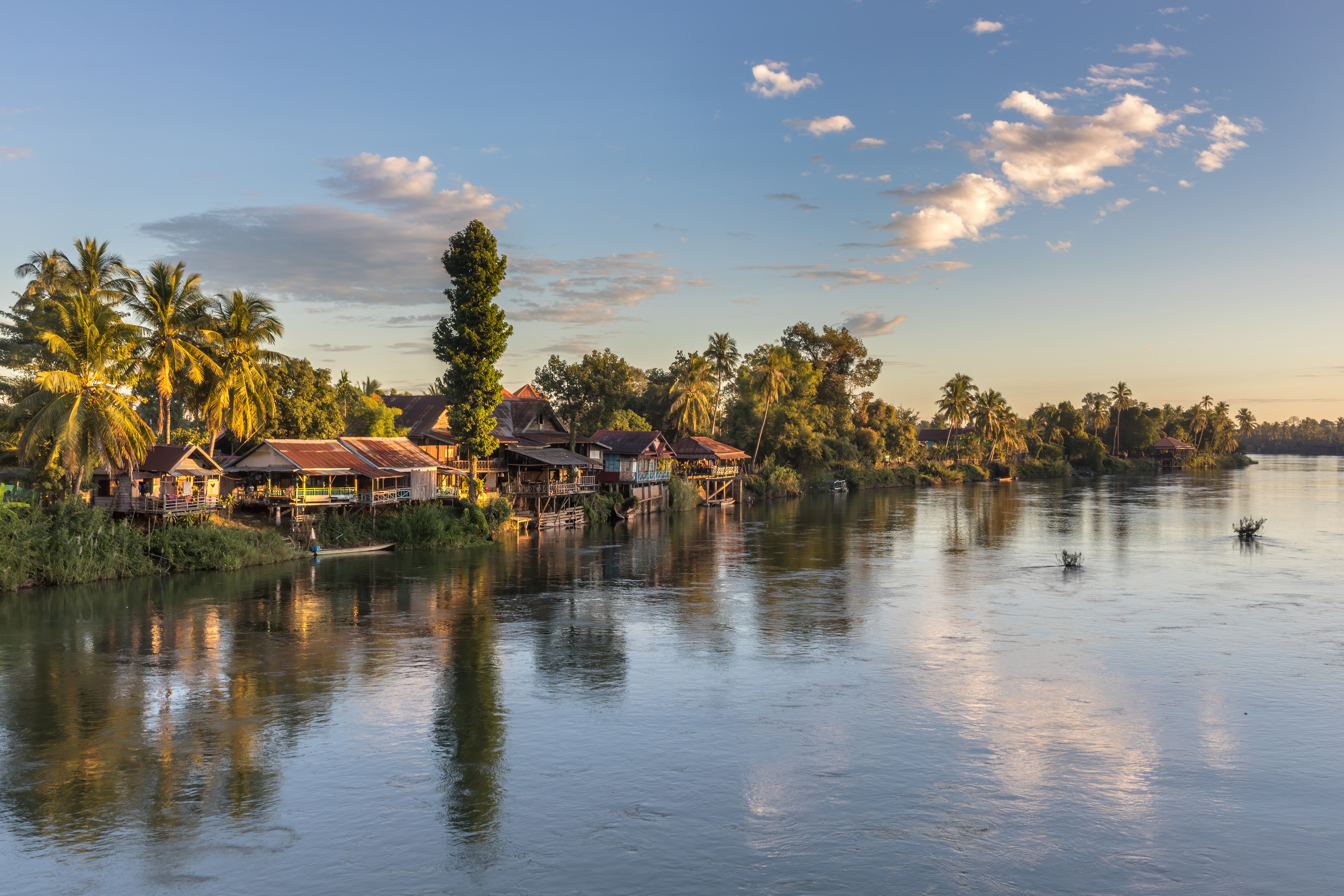
Berge du Mékong avec des habitations sur pilotis, des arbres et des nuages à l'heure dorée, vue depuis le pont reliant Don Det à Don Khon.

### Articles de revue (texte intégral)
- Les pêcheurs de l'île de Kône, Laurence Lemaire, Gavroche Thaïlande, n°65, août 1999, pages 47 et 48
- Les pêcheurs de Si Phan Don, texte de Surachet Prommarak traduit par Malto C., photographies de Piyawit Thongsa-Ard, Gavroche Thaïlande, n°237, juillet 2014, pages 52 à 57